# Anhänger

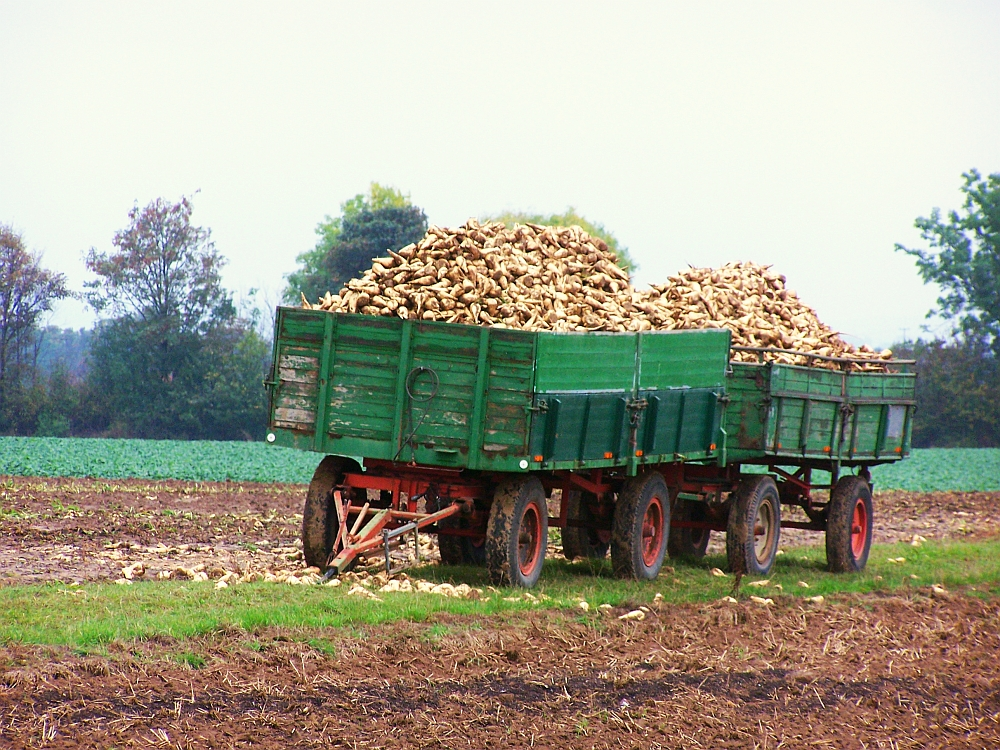
Anhänger in der Landwirtschaft

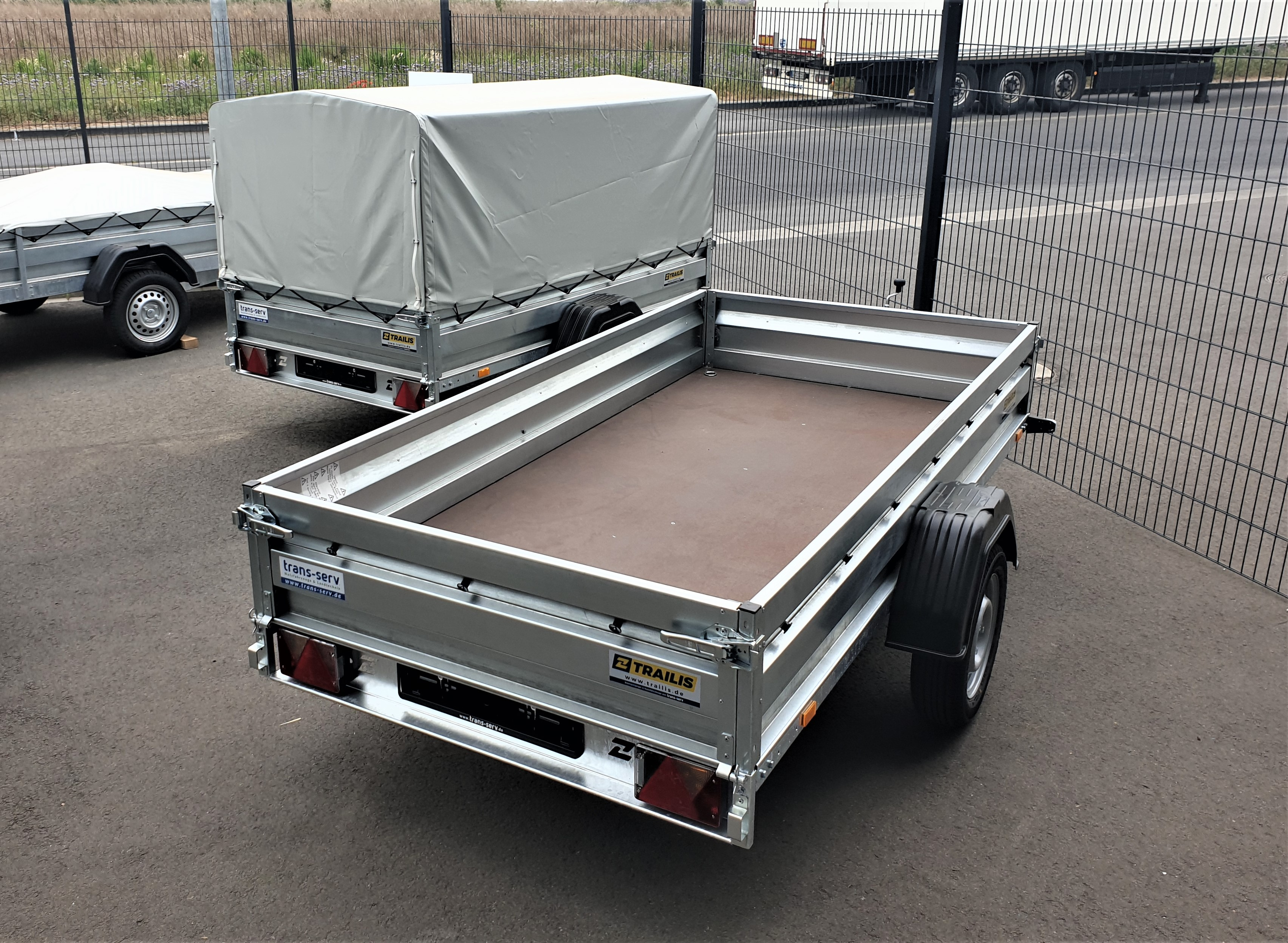
Anhänger für den Einsatz am Pkw

Als Anhänger werden Fahrzeuge bezeichnet, die meist über eine Ladefläche zur Beförderung von Gütern, jedoch über keinen eigenen Antrieb verfügen. Sie werden hinter Zugfahrzeugen wie Pkw, Lkw, Omnibussen, Traktoren, Krafträdern (siehe Motorradanhänger) oder Fahrrädern (siehe Fahrradanhänger) mitgeführt. Schienengebundene Anhänger werden als Güterwagen, Waggon oder Lore bezeichnet. In der Regel werden Anhänger gezogen, im Schienenverkehr werden Anhänger auch geschoben.
Anhänger werden nach der DIN 70010 (Systematik der Straßenfahrzeuge) benannt und definiert. Dieses wird in Übereinstimmung mit der ISO-Norm 3833 bewerkstelligt, wobei Anhänger und deren technische Merkmale enthalten sind. Anhänger übertragen die Last hauptsächlich über die Räder auf die Straße, bis auf die – bei einachsigen Anhängern – auf dem Zugfahrzeug lastende Stützlast. Die Zugkräfte werden über die sogenannte Deichsel vom Zugfahrzeug auf den Anhänger übertragen. Eine Anhängerkupplung dient der Verbindung zwischen dem Zugfahrzeug und einem Anhänger oder der Verbindung zwischen Anhängern, wenn mehrere Anhänger an das Zugfahrzeug angekuppelt sind.

## Bauarten
An grundlegenden Bauformen werden folgende Anhänger genannt:
1. Starrdeichselanhänger
2. Gelenkdeichselanhänger
3. Sattelanhänger
4. Sonderbauarten

### Starrdeichselanhänger
Bei Starrdeichselanhängern (SDAH) ist die Deichsel starr mit dem Anhängerrahmen verbunden. Er besitzt eine oder zwei Achsen (seltener drei), die ebenfalls starr mit dem Rahmen verbunden sind. Nahezu alle Pkw-Anhänger sind als Starrdeichselanhänger gebaut. In Deutschland gilt nach der in der EU angeglichenen StVZO ebenso wie in Österreich ein solcher bis 750 kg zulässigem Gesamtgewicht (zGG) als leichter Anhänger und braucht keine eigene Bremse. Ab diesem Gesamtgewicht ist eine Bremse vorgeschrieben. In Europa ist dies in aller Regel eine Auflaufbremse. Auflaufbremsen sind zulässig bis 3500 kg zulässigem Gesamtgewicht. Schwerere Anhänger benötigen eine durchgehende Bremsanlage, dies ist fast immer eine Druckluftbremse.
Die meisten Wohnanhänger, Bootstrailer und Motorradtransportanhänger sind Starrdeichselanhänger mit einer Achse oder einer Tandemachse. Sonderanhänger sind zum Beispiel Pferdeanhänger, die überwiegend als Tandemanhänger ausgeführt werden. Hier werden je nach Einsatzzweck verschiedene Federungssysteme angeboten wie beispielsweise Gummifederachsen, Drehstabfederachsen, Drehschubfederachsen und Schraubenfedern.
Wenn bei einem Anhänger zwei Achsen nah hintereinander gebaut werden, ist das Fahrverhalten ähnlich dem eines einachsigen Anhängers. Solche Anhänger brauchen keinen Drehschemel – die Deichsel ist fest mit dem Anhängerchassis verbunden, und beide Achsen sind nicht lenkbar. Dies wird mit höherem Reifenabrieb bei engen Kurvenradien erkauft. Wenn die Achsen einen Abstand unter 1 m haben, gelten sie in Deutschland nach dem Gesetz als einachsig; dafür hat sich der Begriff Tandemanhänger etabliert. Das hat keinen Einfluss auf die Mautpflicht, denn hier zählt jede sichtbare Achse. Zu berücksichtigen ist die Tandemachse jedoch bei den Führerscheinregelungen, bei denen z. B. mit dem alten deutschen Pkw-Führerschein der Klasse 3 ein Lkw mit bis 7,5 t sowie einem einachsigen Anhänger mit bis 11 t Achslast geführt werden darf.

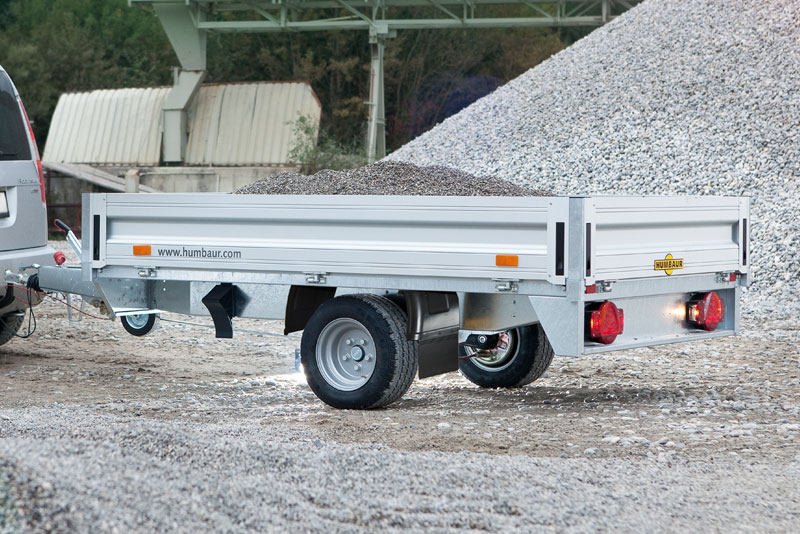
Einachsiger auflaufgebremster Hochlader
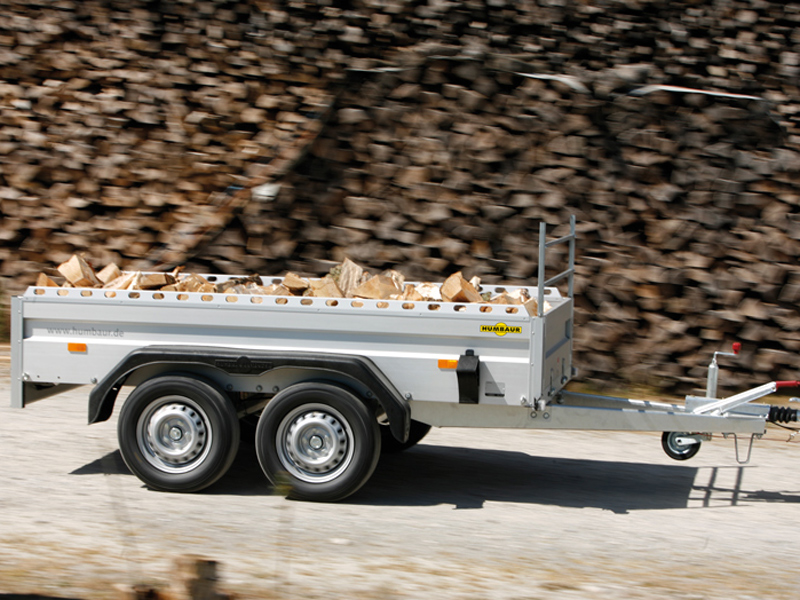
Tieflader mit Tandemachse
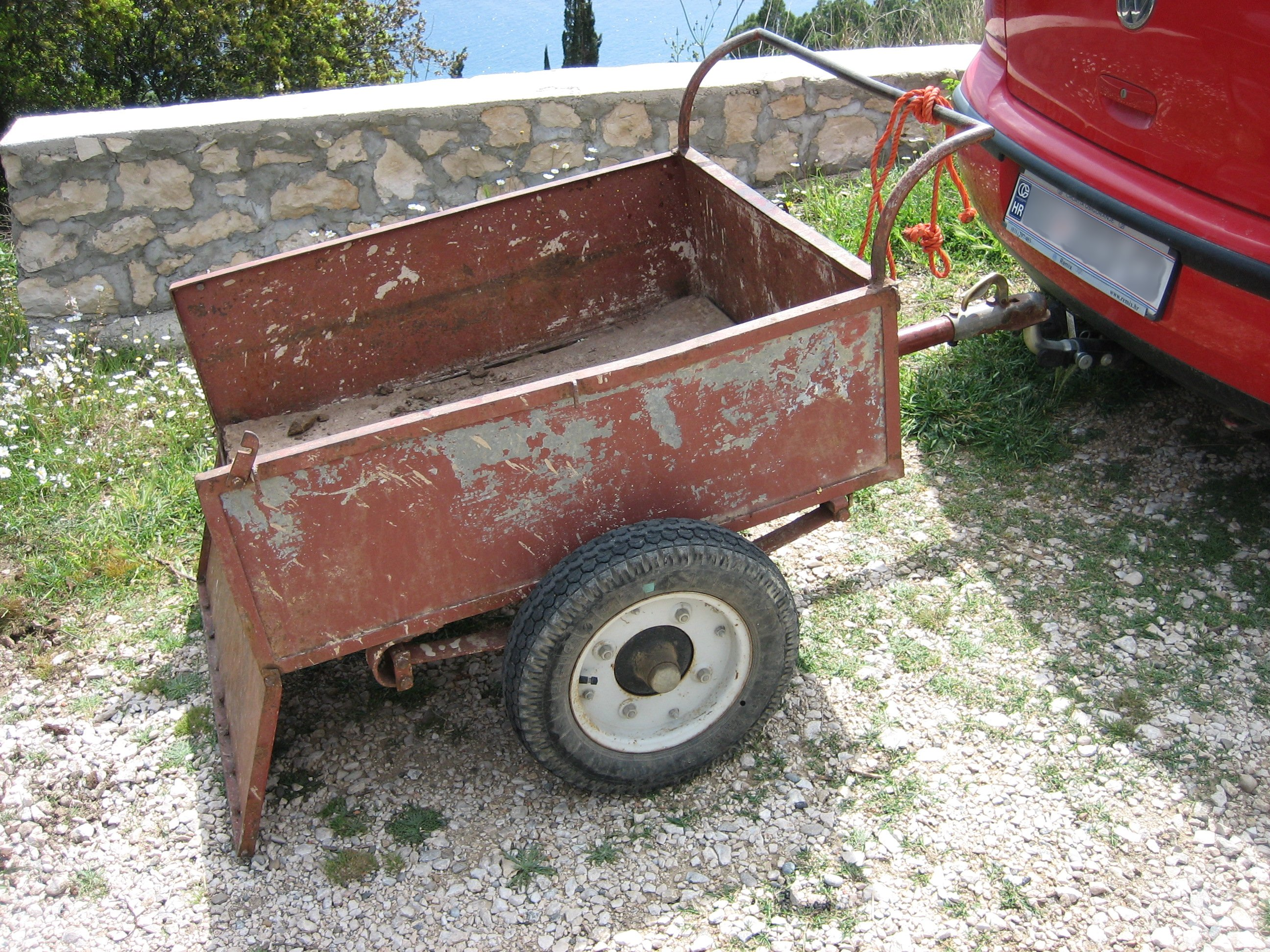
Leichter ungebremster Pkw-Anhänger
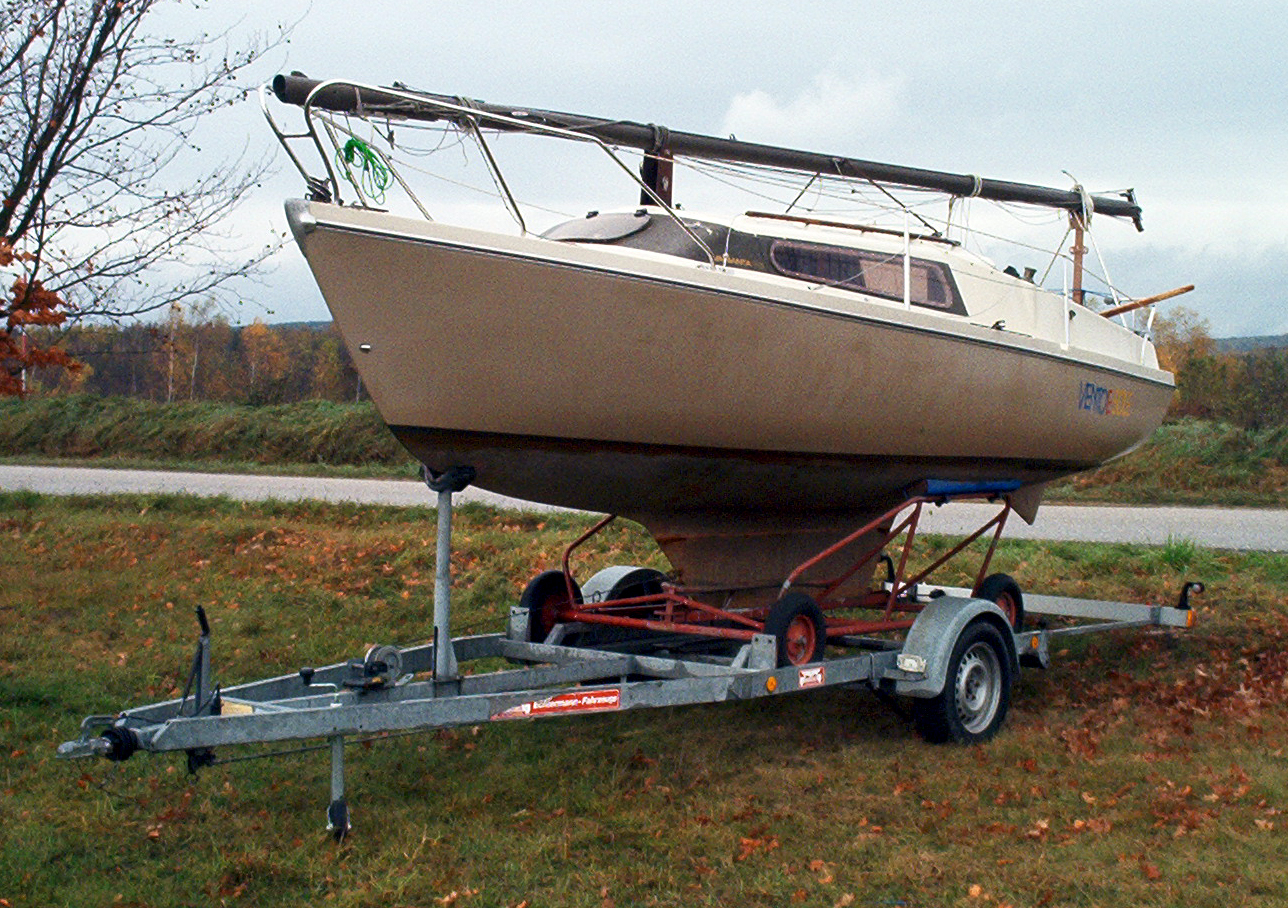
Auflaufgebremster Bootstrailer für Boot auf einem zusätzlichen Slipwagen (Varianta 65)
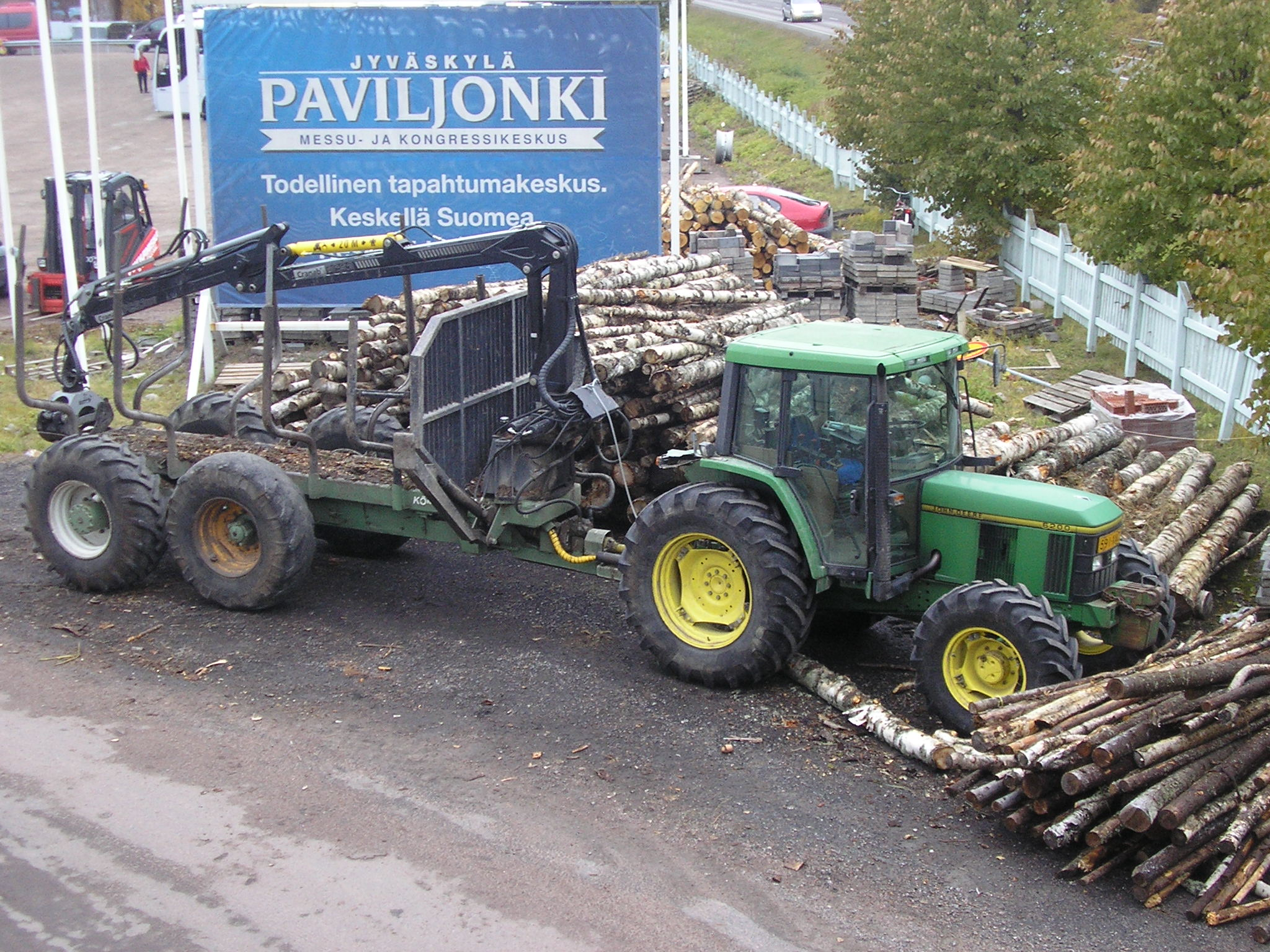
Triebachsanhänger (Anhänger, dessen Radantrieb durch das Zugfahrzeug erfolgt)

### Gelenkdeichselanhänger
Diese Anhänger haben zwei oder mehr Achsen, von denen die vordere Achse über einen Drehschemel (daher auch Drehschemelanhänger genannt) oder unüblicher über einzeln gelenkte Achsschenkel gelenkt wird. Diese Anhänger sind typisch für Lkw und Traktoren. Neuerdings werden für leichte Lang- oder Volumentransporte Pkw-Anhänger dieser Bauart angeboten. Das zulässige Gesamtgewicht beträgt bis zu 20 Tonnen bei zwei Achsen und 24 Tonnen bei drei Achsen – mit Ausnahmegenehmigung (Tieflader für Schwertransporte) darüber.
Bei der Drehschemellenkung ist die Vorderachse auf einem Drehschemel montiert und mit der Deichsel fest verbunden. Die Deichsel ist in vertikaler Richtung beweglich gelagert und mit starken Federn als Sicherheitsvorkehrung gehalten. Sie darf nach dem Abkuppeln den Boden nicht berühren. Mehrachsige Anhänger über 3500 kg zGG müssen mit einer Druckluftbremse ausgestattet sein.
Die Aufbauarten sind, ähnlich dem Lkw, sehr vielseitig. Typische Aufbauarten sind der offene Kasten (Pritsche), der offene Kasten mit Plane und Spriegel und der geschlossene Kasten (Kofferaufbau). Daneben gibt es noch viele Sonderbauformen, die dem jeweiligen Einsatzzweck angepasst sind.

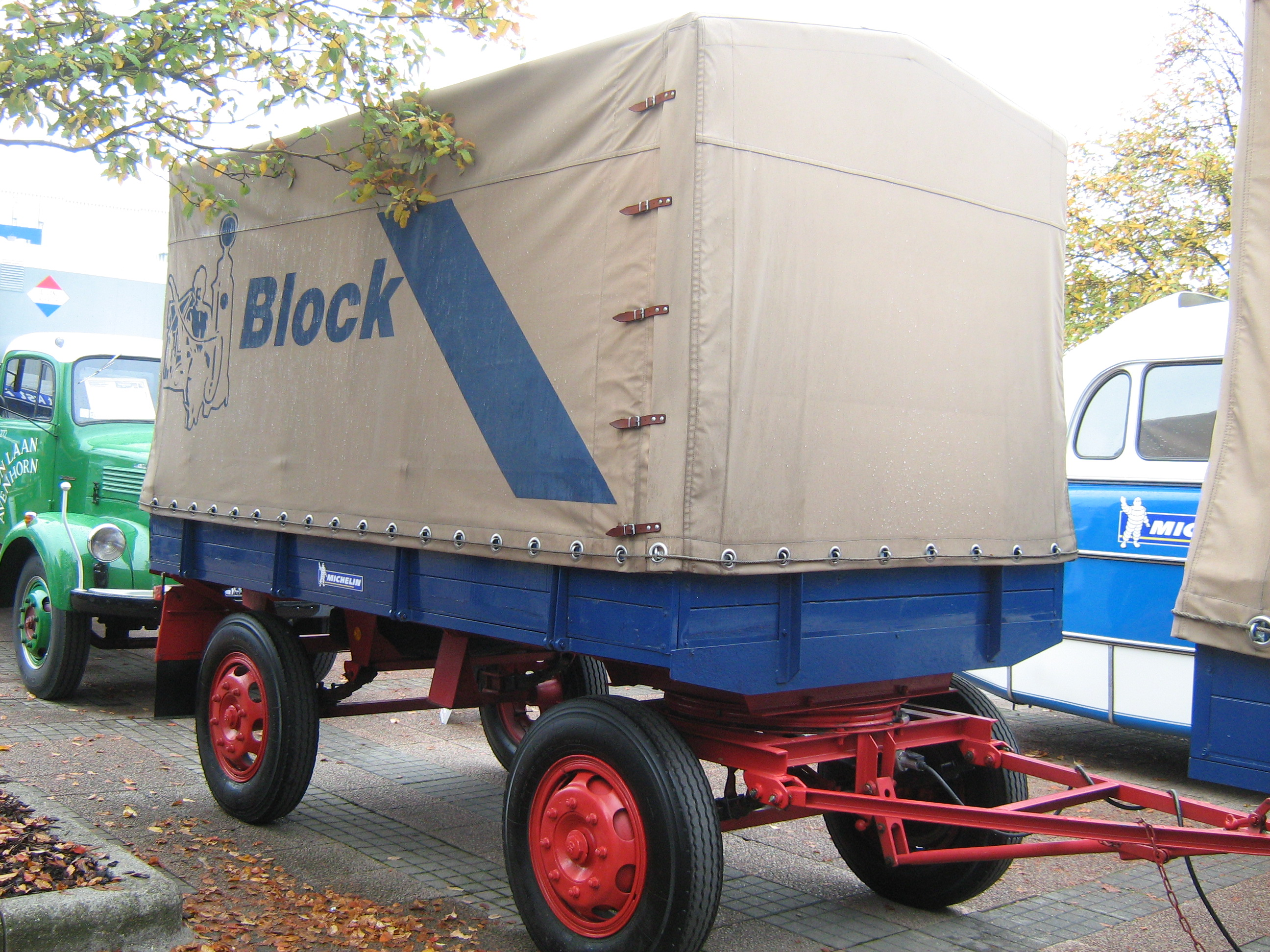
Zweiachsiger Gelenkdeichselanhänger (auflaufgebremst an einer Achse/Lkw)[Anm. 1]
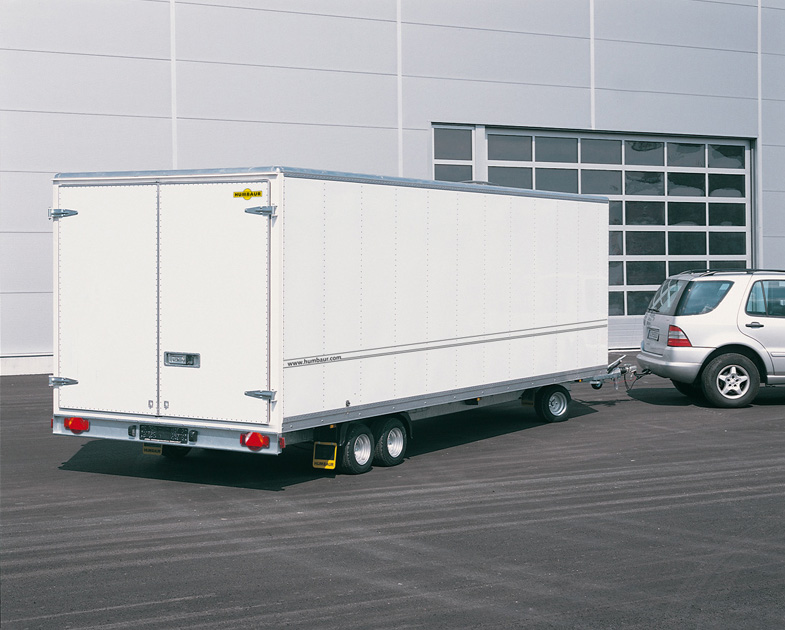
Dreiachsiger Gelenkdeichselanhänger (auflaufgebremst/Pkw)
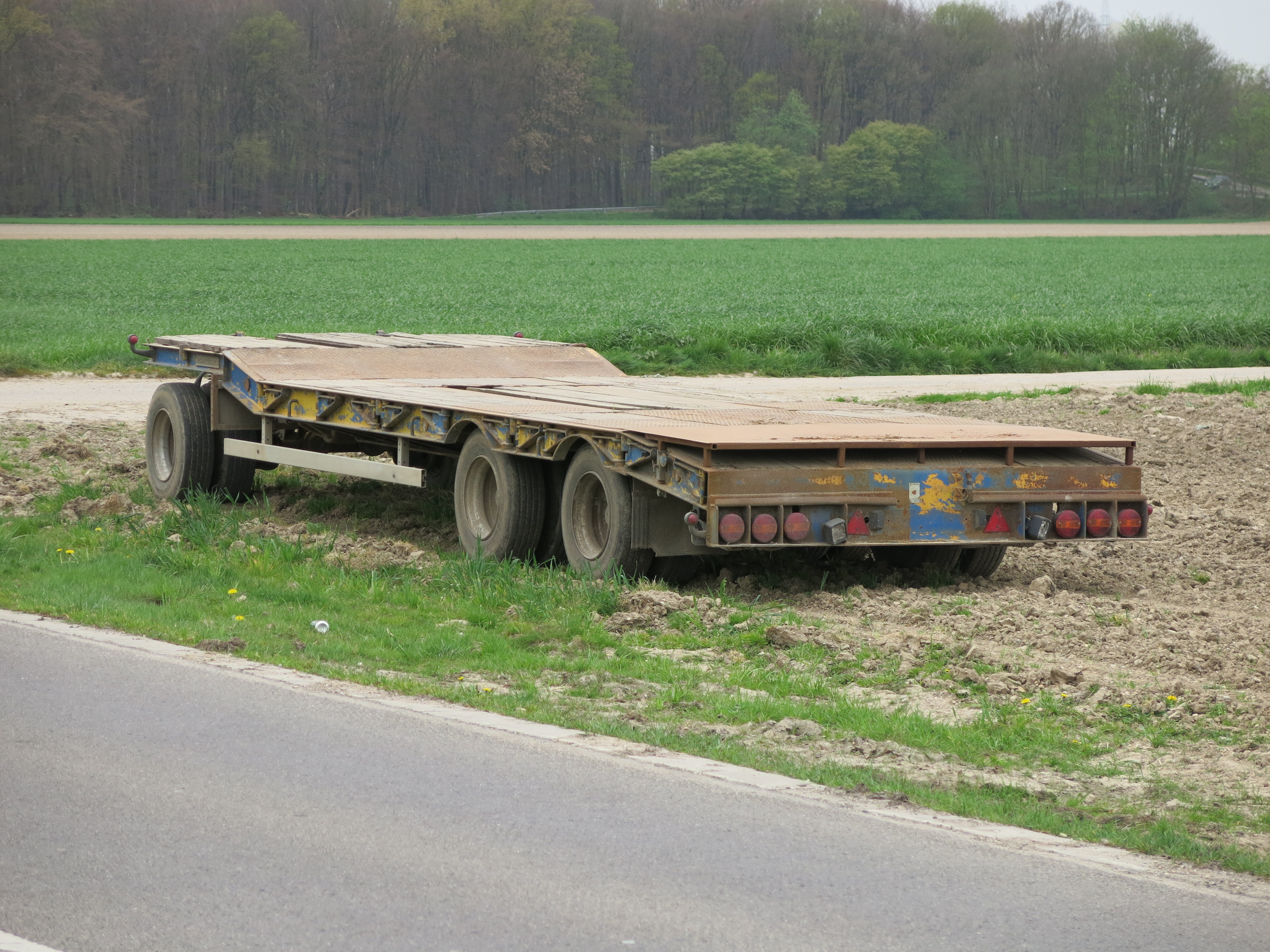
Dreiachsiger Gelenkdeichselanhänger (Lkw/Zugmaschine)
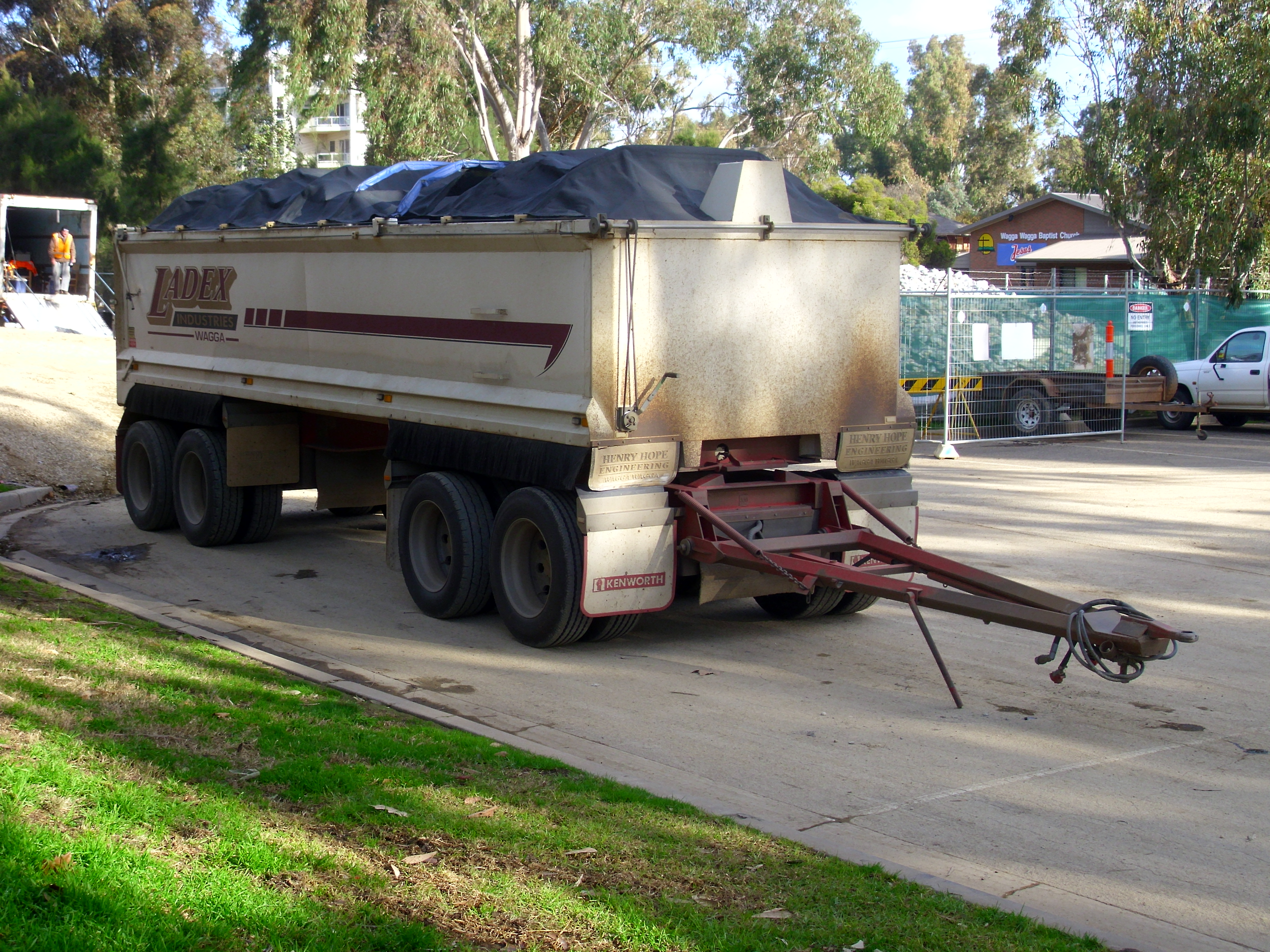
Vierachsiger Gelenkdeichselanhänger (Lkw)
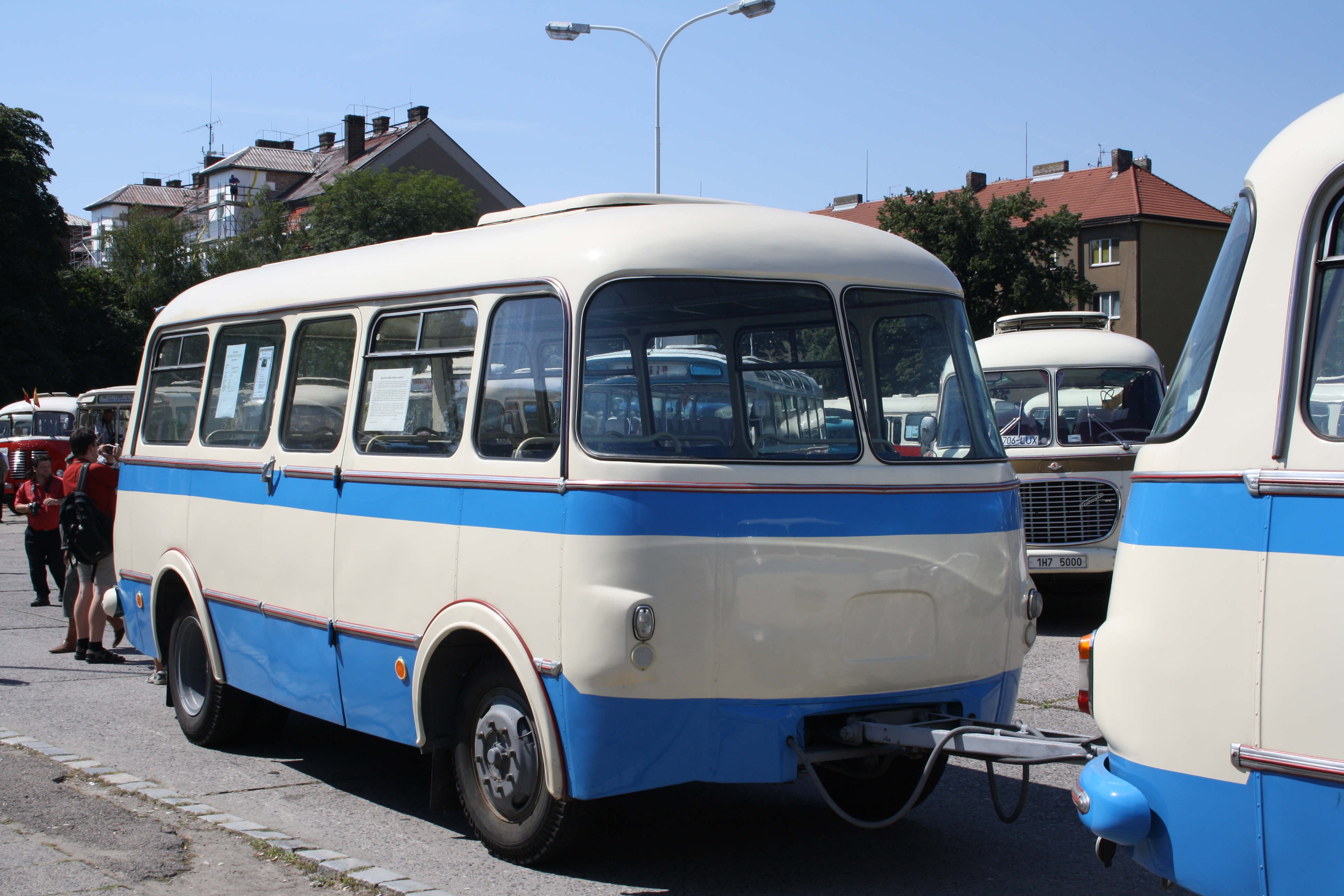
Omnibusanhänger mit Achsschenkellenkung

### Sattelanhänger
Der Sattelanhänger, üblicherweise Sattelauflieger genannt, besitzt keine Vorderachse, sondern liegt mit seinem Vorderteil auf der Sattelzugmaschine auf. Zusammen mit der Sattelzugmaschine bildet er das Sattelkraftfahrzeug. Seit einigen Jahren wird verstärkt (Sondergenehmigung) der Sattelauflieger mit einer Dolly-Vorderachse versehen, um ihn in den EWR-Staaten beim EuroCombi anzuhängen.

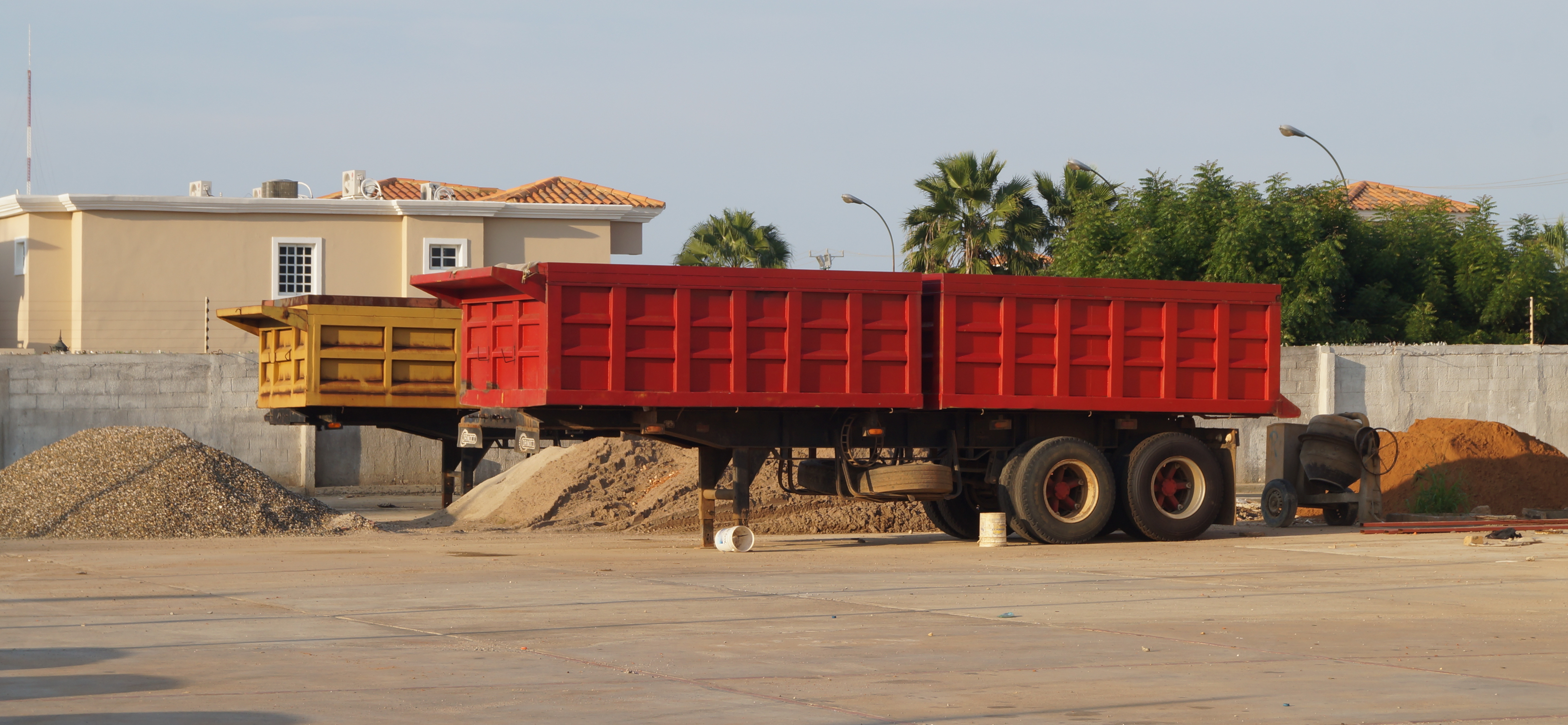
Sattelanhänger (Schüttgut)
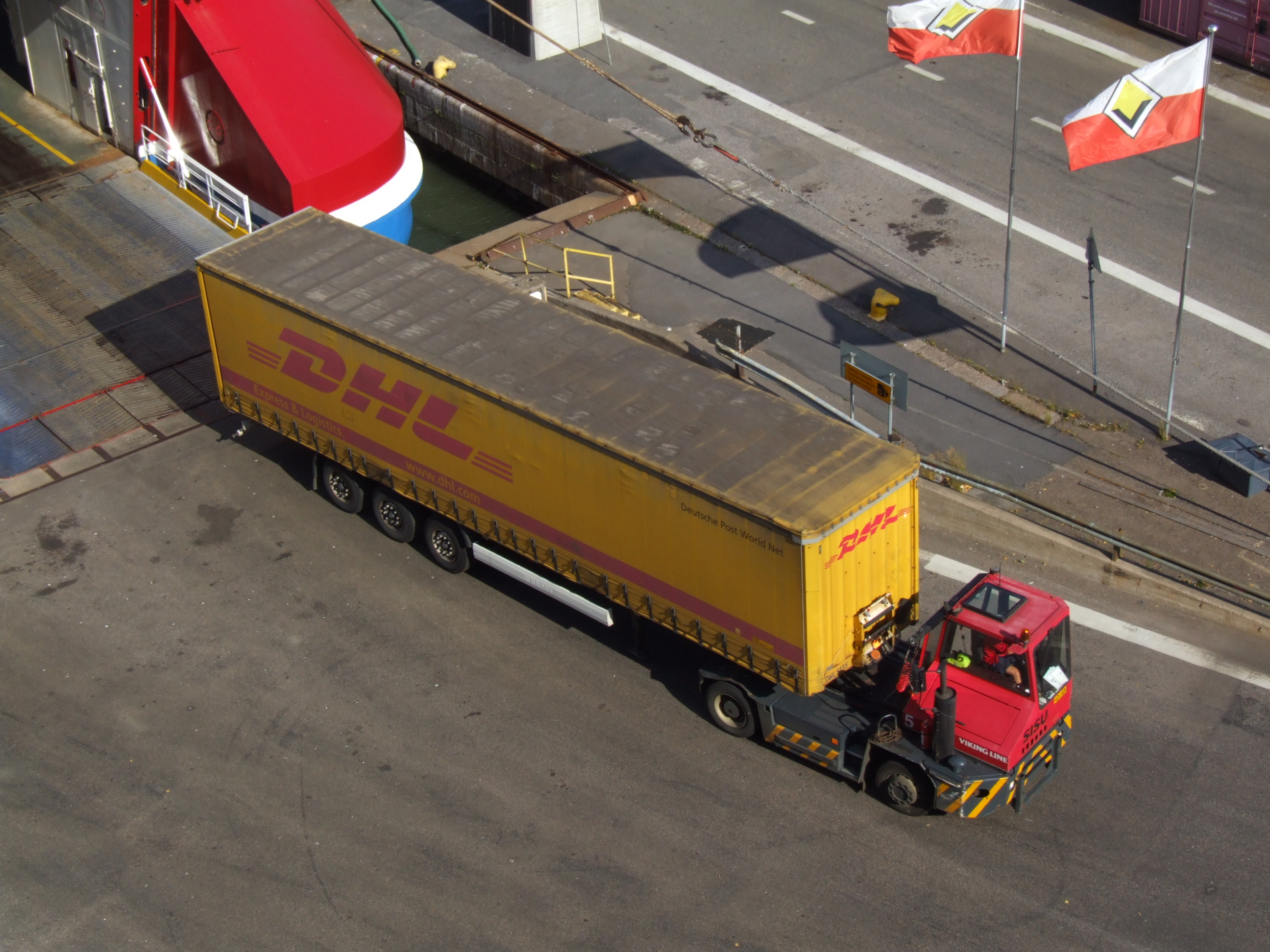
Sattelanhänger (Stückgut)
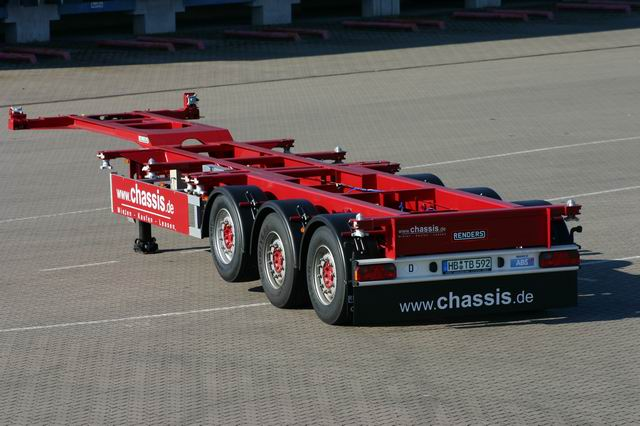
Containerchassis
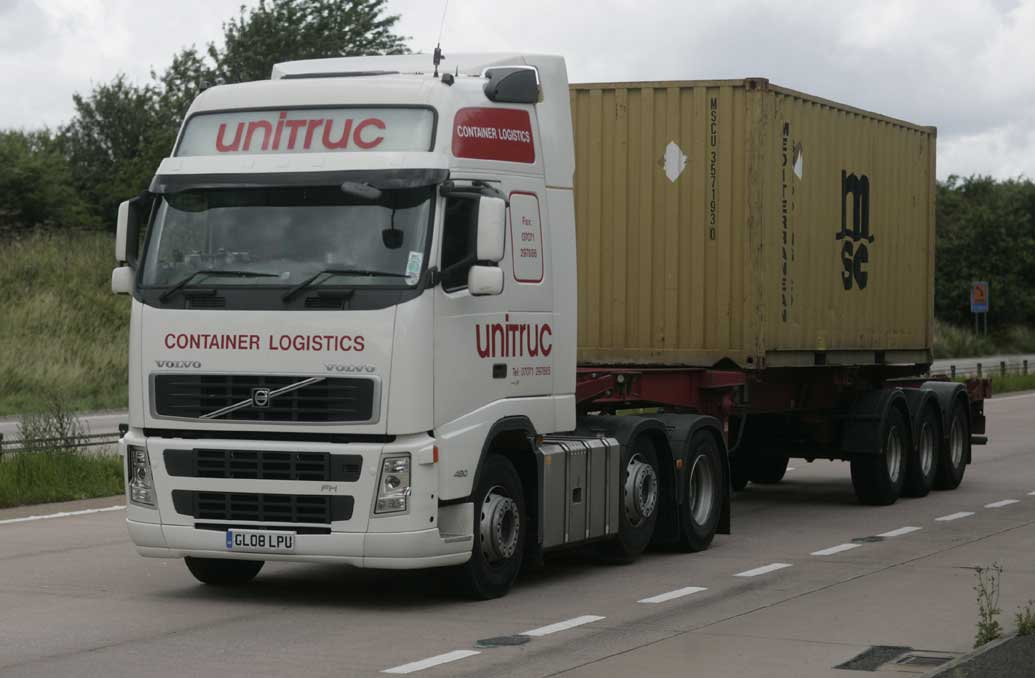
Sattelanhänger mit 20-Fuß-Container
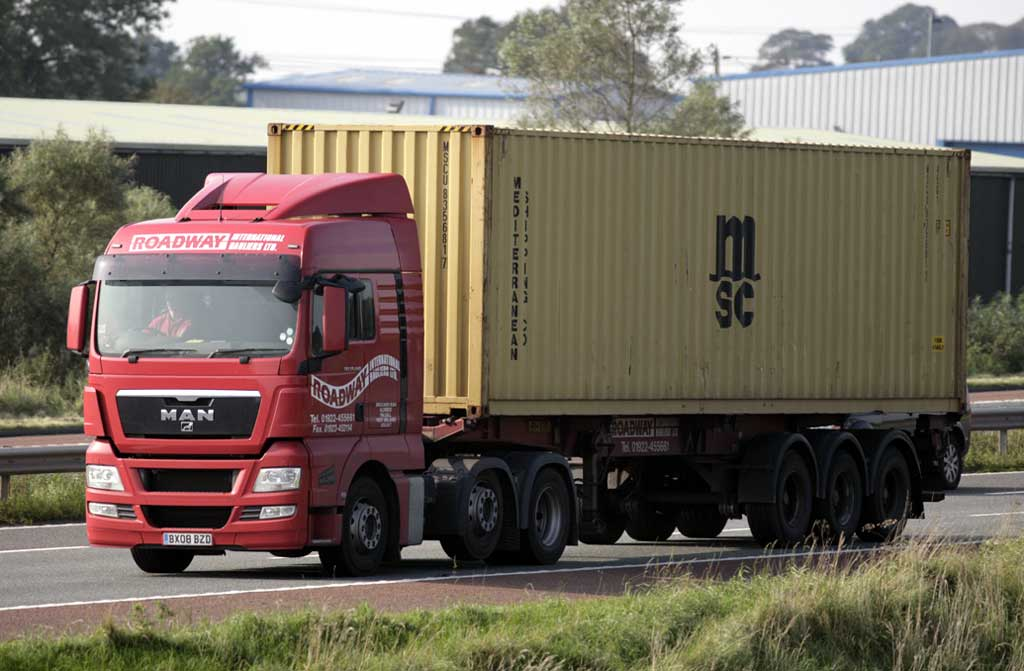
Sattelanhänger mit 40-Fuß-Container
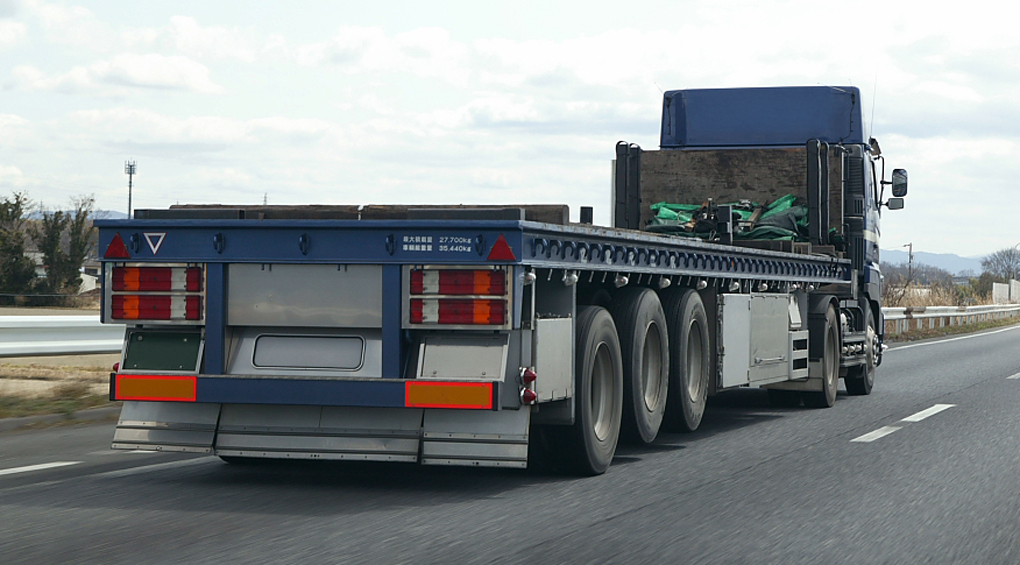
Sattelanhänger mit Liftachsen
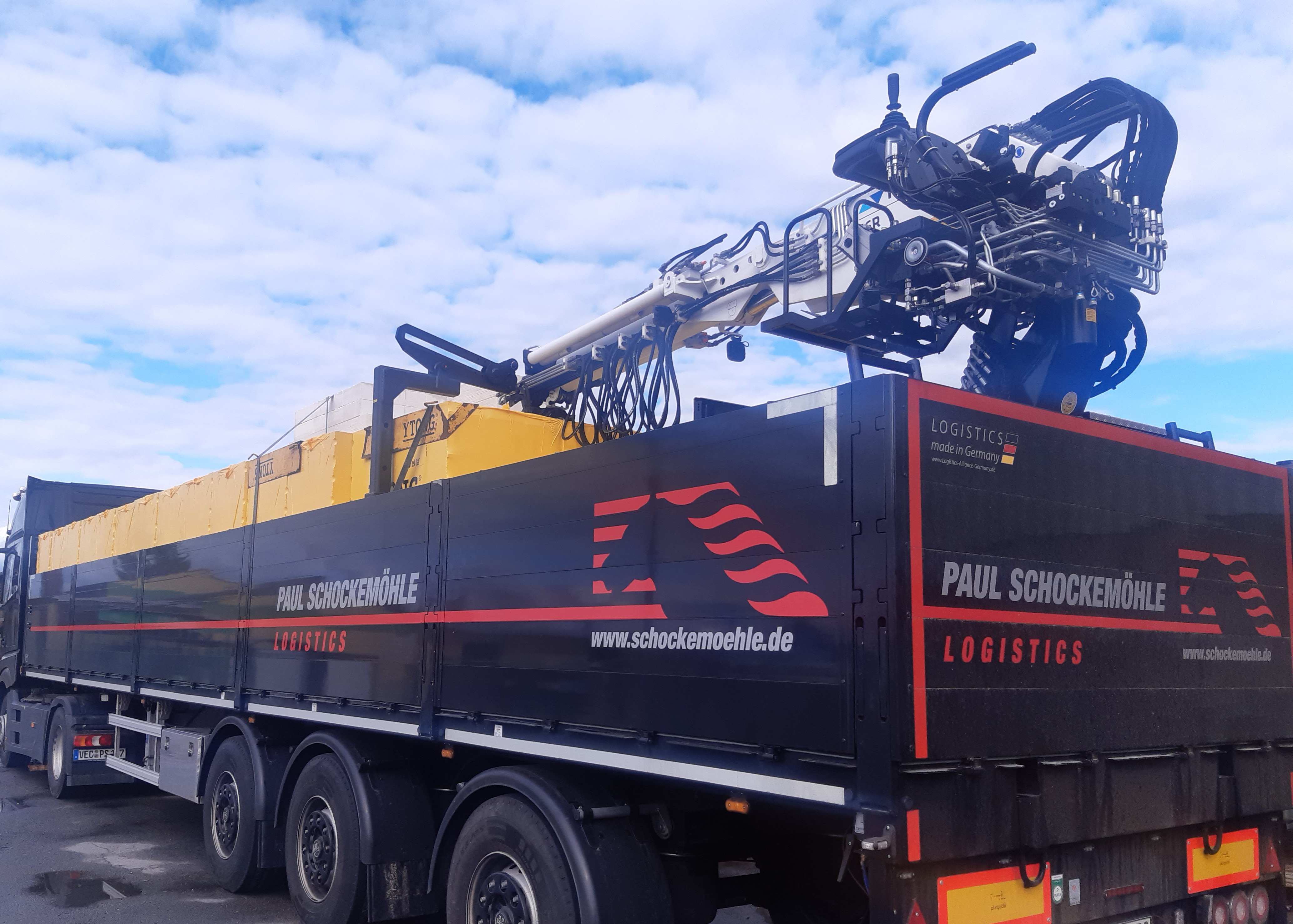
Sattelanhänger mit Ladekran
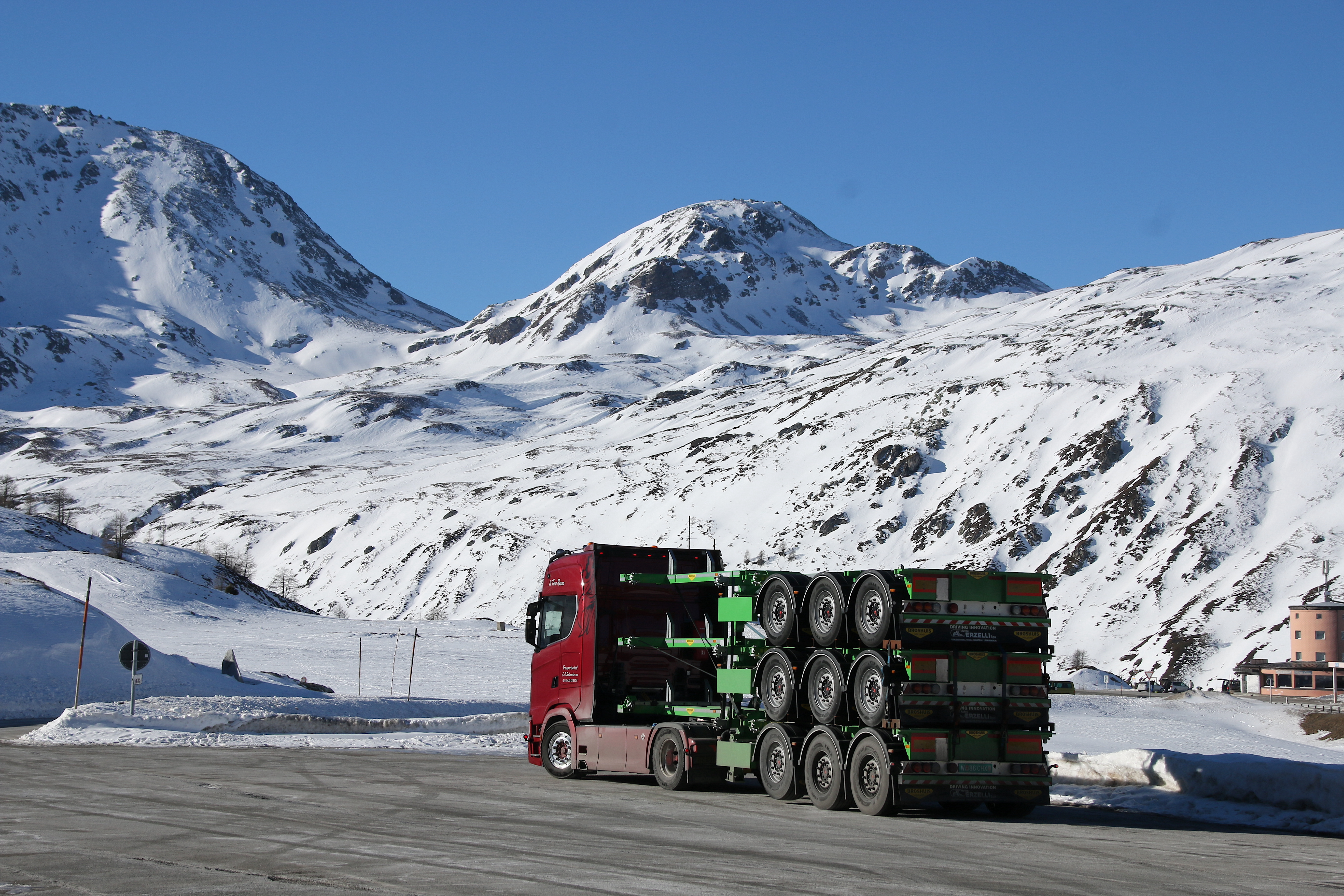
Sattelanhänger auf einem Sattelanhänger

### Sonderformen

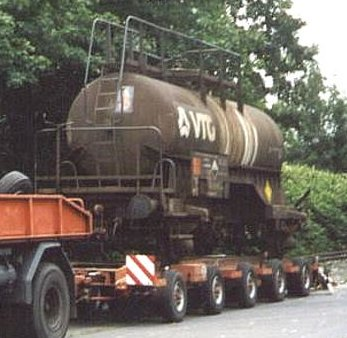
Straßenroller mit Kesselwagen

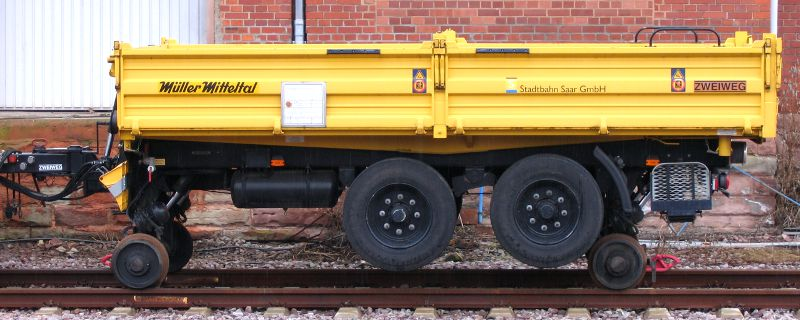
Zweiwege-Anhänger

- Der Straßenroller (umgangssprachlich Culemeyer) ist ein 1931 von Johann Culemeyer entwickelter Fahrzeuganhänger zum Transport von Eisenbahnwagen und Schwerlasten auf der Straße. Diesen mehrachsigen Anhänger gab es in verschiedenen Bauarten mit unterschiedlichen Nutzlasten.
- Als Nachläufer wird ein Anhänger bezeichnet, der für besonders lange Güter, wie Holzstämme oder Fertigbauteile, verwendet wird. Der Nachläufer ist im beladenen Zustand meist mit einem Zentralrohr, einem Drahtseil oder nur durch das Ladegut mit dem Zugfahrzeug zum Ziehen verbunden.
- Auf einer Abschleppachse werden leichte Kraftfahrzeuge mit einer aufgebockten Achse abgeschleppt. Unbeladen ist sie wie ein Einachsanhänger, beladen wie ein Mehrachsanhänger zu fahren.
- Schubanhänger verfügen über eine eigene Motorisierung, meist für Fahrzeuge mit schwachem eigenen Antrieb, zum Beispiel Fahrräder und Kleinkrafträder. Sie sind in Deutschland nicht zulassungsfähig.

## Gesetzliche Bestimmungen in Deutschland

### Lastarten, Maße und Gewichte
Gesamtmasse
Als solche wird die Masse bezeichnet, die sich aus der Summe aller Achslasten der einzelnen Fahrzeuge (unangekuppelt) errechnet. Die zulässige Gesamtmasse ist unter anderem für die Frage nach der richtigen Fahrerlaubnis und der Art der Bremsanlage relevant. Die maximale Gesamtmasse eines Tandemanhängers (Achsabstand unter 1 m) darf 11 t, ein zweiachsiger Anhänger darf 20 t und ein dreiachsiger Anhänger 24 t zGG haben.
Stützlast
Die Stützlast ist die Last, welche auf der Anhängerkupplung im angekuppelten Zustand vertikal lastet. Je höher die Stützlast, umso besser ist im Allgemeinen das Fahrverhalten. Jedoch darf die maximal zulässige Stützlast der Kupplung nicht überschritten werden. Bei einem zulässigen Gesamtgewicht von nicht mehr als 3,5 t darf die Mindeststützlast nicht weniger als 4 Prozent des tatsächlichen Gesamtgewichts des Anhängers betragen, sie braucht jedoch nicht mehr als 25 kg zu betragen.
Anhängelast
Die Anhängelast ist die tatsächliche Last unabhängig von der maximal zulässigen Gesamtmasse. Bei einachsigen Anhängern ohne Drehgestell zählt die Stützlast zur Fahrzeuglast. Die Anhängelast ist also die tatsächliche Gesamtmasse des Anhängers abzüglich der Stützlast. Wenn beispielsweise das Zugfahrzeug eine zulässige Anhängelast von 1200 kg aufweist, darf ein Anhänger der Masse 1250 kg angehängt werden, wenn die Stützlast 50 kg beträgt und diese innerhalb des für die Anhängerkupplung zulässigen Stützlastbereiches liegt.
Länge, Breite und Höhe
Die Gesamtlänge eines Anhängers darf 12 m, die Breite 2,55 m und die Höhe 4 m nicht überschreiten.

### Fahrwerk und Federung
Bei Anhängern ist die älteste und verbreitetste Bauart des Fahrwerks der Leiterrahmen, an dem Starrachsen angebracht wurden. Die ungedämpfte Bauart der Starrachse findet sich bei älteren Anhängern in Land- und Forstwirtschaft sowie bei leichten Transportanhängern bis heute.
Bei der gefederten Achse ist am weitesten verbreitet die Blattfederung, die als Parabel- oder Trapezfederung ausgelegt wird. In neuerer Zeit wird diese vermehrt durch Einzelradaufhängung und Luftfederung (Rollbalg) abgelöst. Erste Schwingungsdämpfer waren Scherendämpfer, in jüngerer Zeit sind hydraulische Stoßdämpfer in Verbindung mit dem Rollbalg Stand der Technik.

### Bremsen

#### Geschichte
Erste Anhänger waren ohne eigene Bremse ausgestattet. 1908, mit den Vorschriften der Subventions-Lkw und dem Aufkommen von Lastzügen, waren Bremser vorgeschrieben, die auf dem Anhänger saßen und die Klotzbremse des Anhängers betätigten. 1913 entfiel der Bremser auf dem Anhänger und 1915 wurden Regel-3-Tonner zur vorherrschenden Bauart von Lkw in Deutschland. Bis nach dem Ersten Weltkrieg hatten Anhänger normalerweise keine eigene Betriebsbremse. Auch die Anzahl der Anhänger war nicht begrenzt, sodass bis 1925 Lkw mit bis zu vier Anhängern in Betrieb genommen wurden. Die Höchstgeschwindigkeit war für schwere Lkw (über 5,5 t) mit Anhänger auf 16 km/h innerorts und 25 km/h außerorts beschränkt.
Zum 1. Januar 1926, mit der Einführung der neuen Verordnung über den Kraftfahrzeugverkehr, wurde das zulässige Gewicht auf 7,5 t und die Anhängerzahl auf einen begrenzt. Der Anhänger – sofern mehr als eine Achse – musste zwingend ab 1926 eine eigene Betriebsbremse vorweisen; technisch war das kein Problem, da die Knorr-Druckluftbremse bereits 1923 eingeführt wurde. Die Auflaufbremse wurde dagegen erst 1936 für leichte Anhänger eingeführt, und in der ersten StVZO von 1937 genehmigungspflichtig bei über 5,5 t zGG oder über 20 km/h Höchstgeschwindigkeit. Zwei auflaufgebremste Anhänger waren nicht zulässig. Durch einen Runderlass im Zweiten Weltkrieg vom 15. Juni 1940 (RGBl., S. 220) durften hinter Kraftfahrzeugen (Lkw) ab sofort zwei auflaufgebremste Anhänger mitgeführt werden.
Erst am 25. November 1951 wurde die StVZO in den Vorkriegsstand zurückgesetzt. Im gleichen Jahr wurde mit der Einführung des Rücklauf-Sperrventils an der Druckluftbremsanlage, dem totalen Versagen der Bremse des Zugfahrzeugs bei Verlust des Anhängers vorgebeugt. In den 1960er Jahren wurde von ATE die „Hydrakup“, eine hydraulische Bremsanlage für Wohnanhänger angeboten. Die hydraulische Bremsanlage des Pkw wurde über zwei Kupplungsteile (Motorwagen- und Anhängerkupplungskopf) mit dem Anhänger verbunden; die Bremswirkung der Trommelbremsen des Anhängers setzte mit dem Zugwagen ein. 1967 führte Daimler-Benz die Federspeicherbremse für die Feststellbremse am druckluftgebremsten Anhänger ein.
Für Anhänger über 25 km/h bbH wurde durch die Richtlinie 71/320/EWG vom 30. Juli 1971 die Zweileitungsbremse vorgeschrieben, die zum 30. Januar 1973 umgesetzt werden musste.
Beim Einleitungssystem, das mit einem maximalen Systemdruck von 5,3 bar arbeitete, wird der Anhänger über eine Steuerleitung verbunden, die gleichzeitig den Luftbehälter des Anhängers füllt. Beim Bremsen wird dadurch der Luftvorrat des Anhängers nicht ergänzt. Bei längeren Gefällstrecken oder Undichtigkeit vermindert sich die Bremskraft erheblich. 1981 führte Daimler-Benz ein WABCO-Antiblockiersystem am Lkw-Anhänger ein. Zum 1. Januar 1991 wurde verbindlich eine EG-Bremsanlage nach der Richtlinie 71/320/EWG vorgeschrieben, die zwei Bremskreise sowie einen lastabhängigen Bremskraftregler aufweisen musste. Seit dem 1. Januar 2001 wird für neu zugelassene Anhänger über 3,5 t ein automatischer Blockierverhinderer vorgeschrieben.

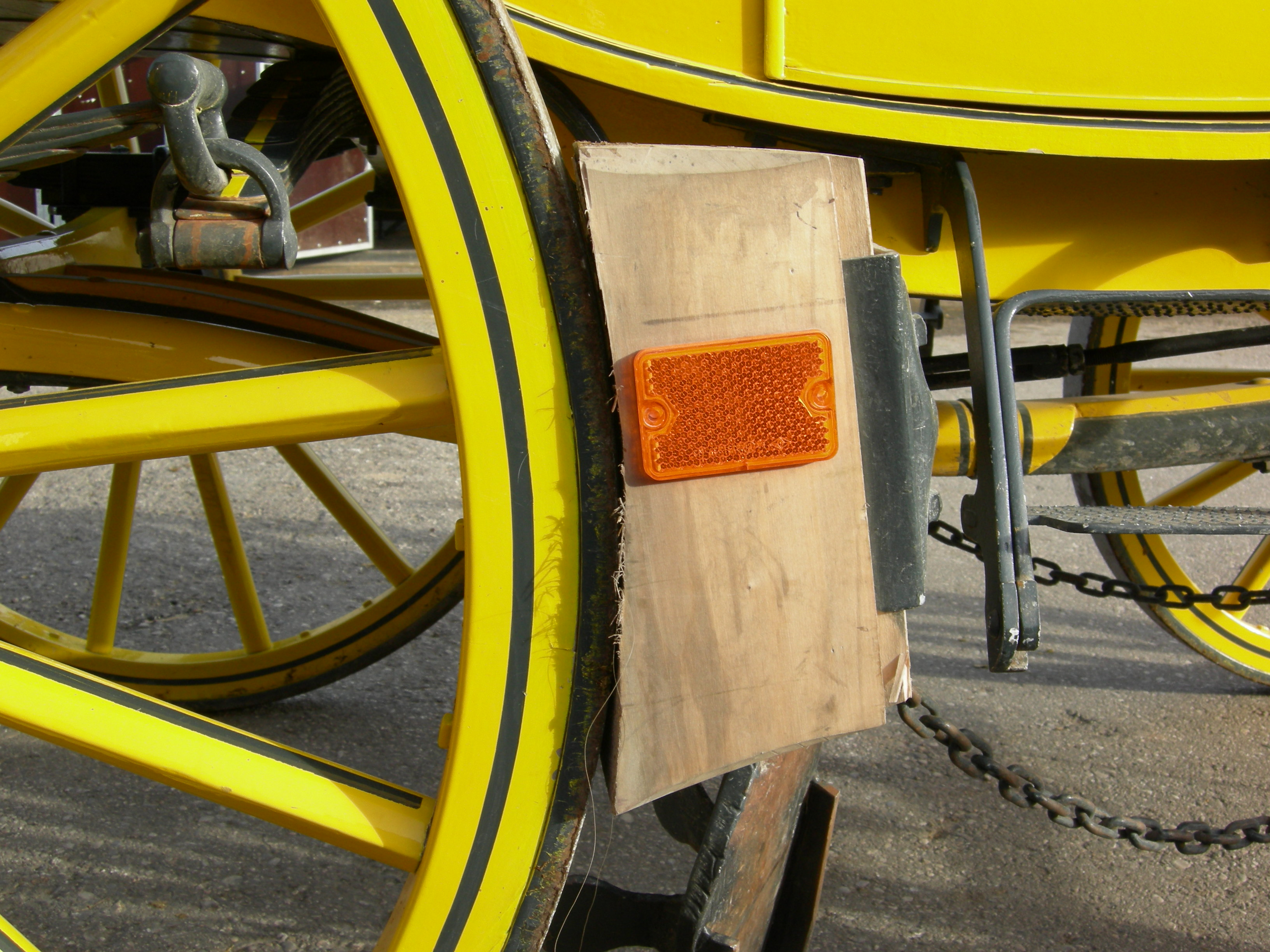
Klotzbremse
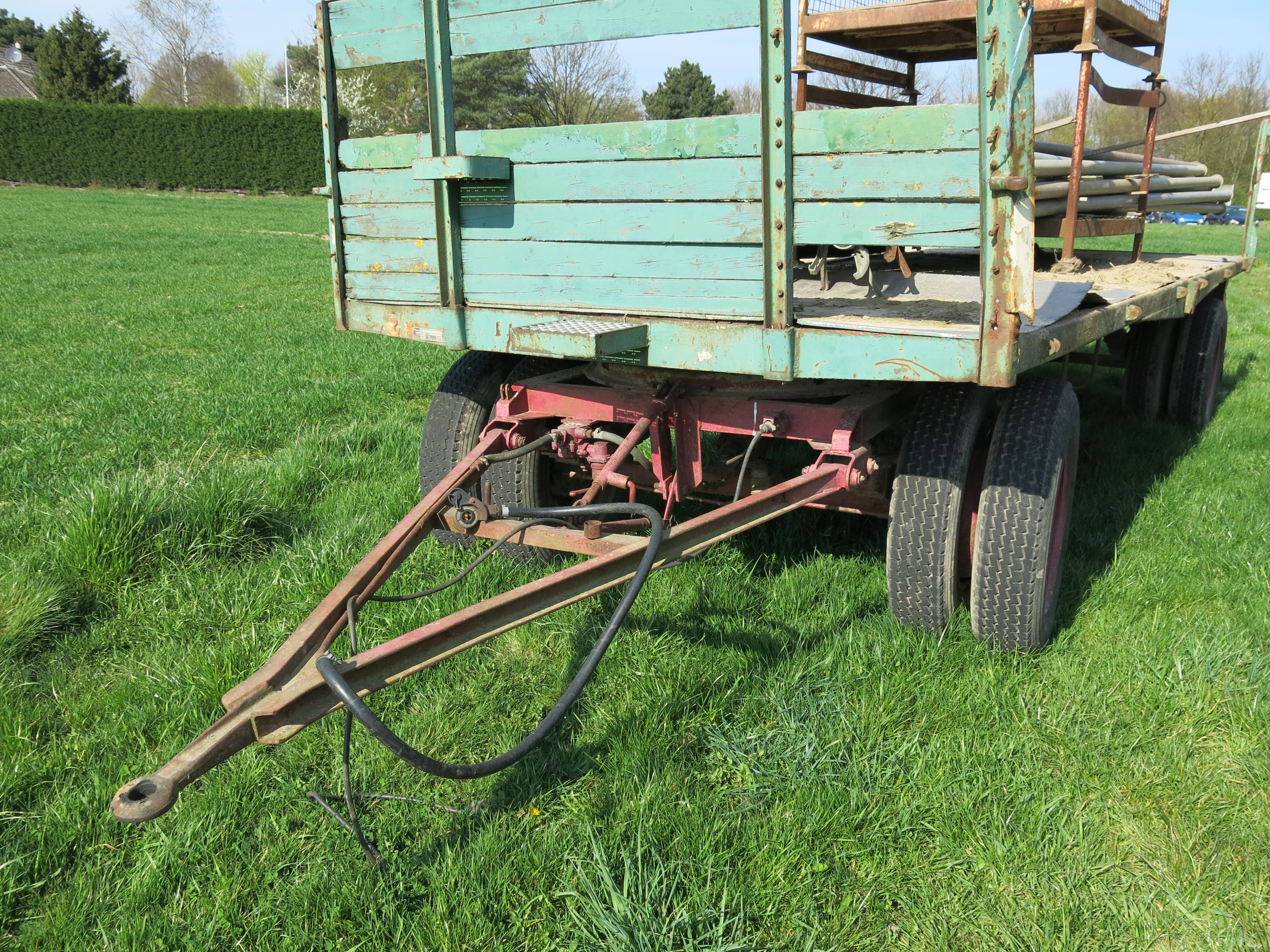
Einleitungs-Druckluftbremse (in der Landwirtschaft)
Zweileitungs-Druckluftbremse (Aufbau)
Auflaufbremse (Kugelkopfkupplung)
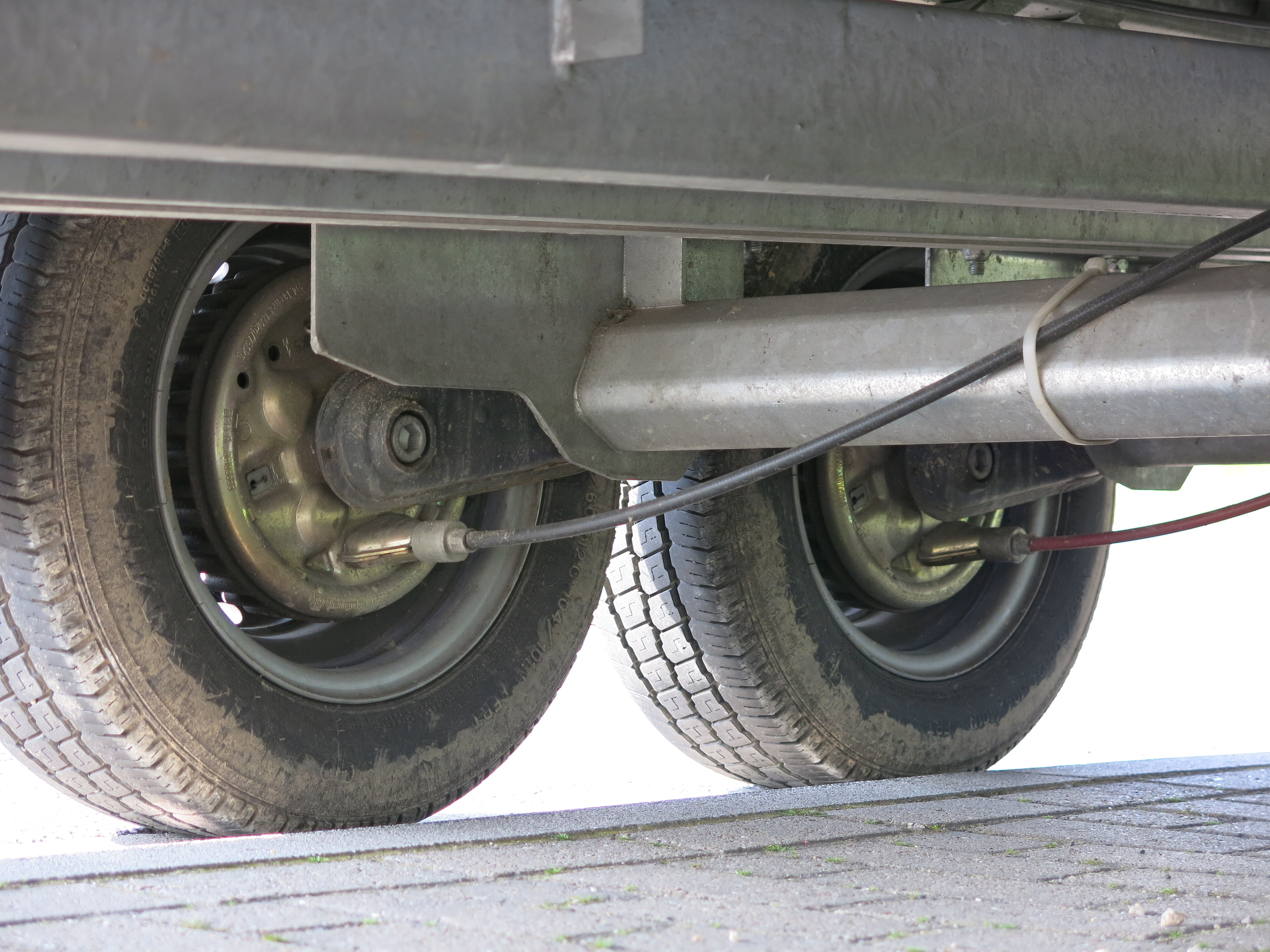
Seilzugbetätigte Auflaufbremse an Tandemachse

#### Aktuelle Vorschriften
bis 750 kgKeine eigene Bremse erforderlich.
bis 3500 kgAuflaufbremse zulässig. Bei einer Höchstgeschwindigkeit von 25 km/h bis 8000 kg zGG zulässig; bis 40 km/h bei einer Auflaufbremse an jedem Rad. Bei Sattelanhängern sind Auflaufbremsen nicht zulässig. Hinter Zugmaschinen sind zwei Anhänger mit je bis 8000 kg zGG mit Auflaufbremse zulässig, wenn die Höchstgeschwindigkeit 25 km/h beträgt.
über 3500 kgZweileitungs-Druckluftbremsanlage vorgeschrieben. Diese Anhänger müssen zusätzlich – sofern die Höchstgeschwindigkeit über 60 km/h liegt – mit einem Antiblockiersystem ausgerüstet sein.
über 9000 kgAnhänger müssen mit einer Dauerbremse (Betriebsbremse) ausgestattet sein, deren Bremsleistung einem Befahren eines Gefälles von 7 Prozent und 6 km Länge durch das voll beladene Fahrzeug mit einer Geschwindigkeit von 30 km/h entspricht.

#### Unterlegkeile
Anhänger müssen mit Unterlegkeilen ausgerüstet sein. Einen Unterlegkeil benötigen zweiachsige Anhänger (ausgenommen Sattel- und Starrdeichselanhänger) über 750 kg zGG. Zwei Unterlegkeile benötigen drei- und mehrachsige Fahrzeugen, Sattelanhänger, Starrdeichselanhänger über 750 kg zGG.

### Kupplungen

#### Bolzenkupplung
Erste lösbare Anhängerkupplungen sind aus dem Jahr 1904 bekannt, eine „Anhängerindustrie“ entstand jedoch erst ab 1912. In den 1920er Jahren wurden unterschiedliche Kupplungssysteme verwendet; allein 1925 wurden 17 verschiedene Bolzen-Kupplungen gezählt. In der Land- und Forstwirtschaft sowie im Baustellenbetrieb werden heute noch für ungebremste Anhänger einfache Bolzenkupplungen verwendet.

#### Maulkupplung
Der Hersteller Rockinger entwickelte 1927 eine automatische Maulkupplung, für die er im Jahre 1930 ein Patent erhielt. Ein ähnliches Produkt stellte bereits 1923 der Hersteller Ringfeder aus Uerdingen für den Bahnbereich her. Diese Systeme des automatischen Schließvorgangs, bei dem sich keine Person beim Ankuppelvorgang zwischen Zugwagen und Anhänger befinden muss – nach den heutigen Unfallverhütungsvorschriften ist dies streng verboten – setzten sich weltweit im Nutzfahrzeugbereich durch. Maulkupplungen im Lkw-Bereich mit einem Ösendurchmesser von 50 mm erreichen D-Werte von 200 kN und Dc-Werte von 135 kN. In der Land- und Forstwirtschaft mit einem Ösendurchmesser von 40 mm liegt der D-Wert bei 120 kN.

#### Sattelkupplung
Für den Sattelauflieger wird eine Sattelkupplung mit Königszapfen benötigt. Erste Patente eines lösbaren Aufliegers wurden 1932 erteilt, jedoch schon in den 1920er Jahren wurde mit dem „Oekonom-Großflächenwagen“ der erste Sattelzug vorgestellt.

#### Kugelkopfkupplung
Lösbare Kugel-Schnellverschlüsse wurden bereits Anfang der 1930er Jahre beim Motorradgespann angeboten. Franz Knöbel erhielt am 14. März 1934 ein Patent auf die Kugelkopfkupplung. Der Hersteller Westfalia erlangte mit dieser Erfindung weltweit Bekanntheit. Der damalige Durchmesser der Kugel von 50 mm ist heute noch die Norm bei Pkw. Für Anhänger (ohne/mit Auflaufbremse) ist die Kugelkopfkupplung der heutige Kupplungsstandard. Die nicht „selbsttätige“ Kugelkopfkupplung ist zulässig bei Anhänger in Land- und Forstwirtschaft – üblich ist dort eine Kugel mit 80 mm Durchmesser und einem D-Wert von 90 kN – sowie bei einem Anhängergewicht unter 3500 kg.

#### Militärkupplung
Anhängerkupplungen für Militärfahrzeuge sind für unterschiedlichste Anhängelasten entwickelt worden. Historisch hat man für und mit Anspannung von Pferden Heeresfeldwagen und Protzen gekoppelt und bewegt. Mit anwachsender Motorisierung wurden für Artilleriezugmaschinen belastbare Kupplungen notwendig, deren Vereinheitlichung wünschenswert war. Leichte und schwere Protzösen sowie der Einheitsprotzhaken traten später in Erscheinung. Für die westlichen Verteidigungsallianzen wurde später die Nato-Kupplung entwickelt. Diese gesicherte Hakenkupplung kann mit einfachen Zugösen in Ringform oder für Seil- und Kettenverbindungen genutzt werden. Mit den Normen STANAG Nr. 4401 und ECE 55-01  sind die Spezifikationen zu dieser Kupplung festgehalten.  Mit Eintragung kann diese Kupplung im öffentlichen Straßenverkehr genutzt werden.

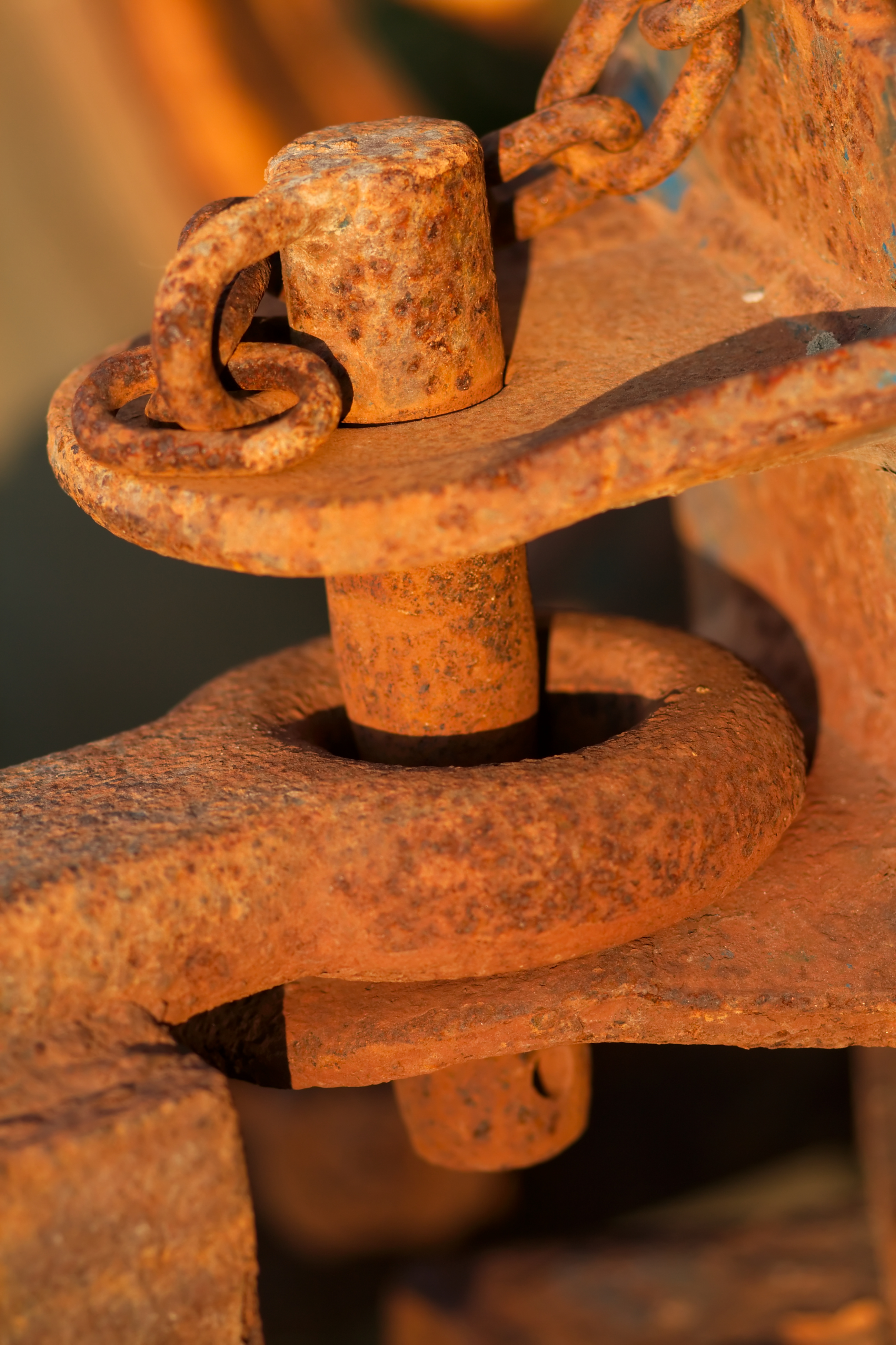
Bolzenkupplung (Zugmaschine)
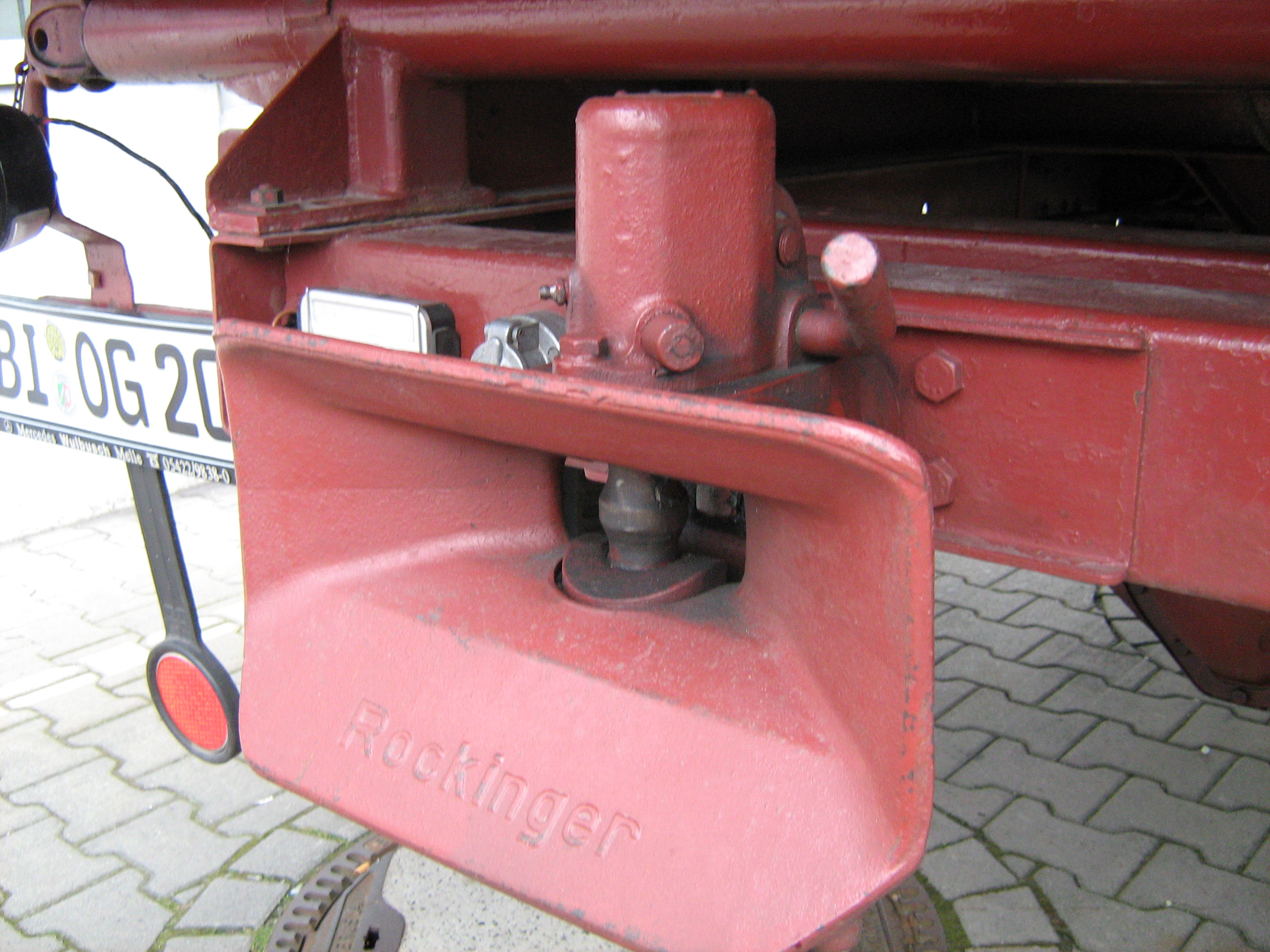
Maulkupplung (Zugmaschine)
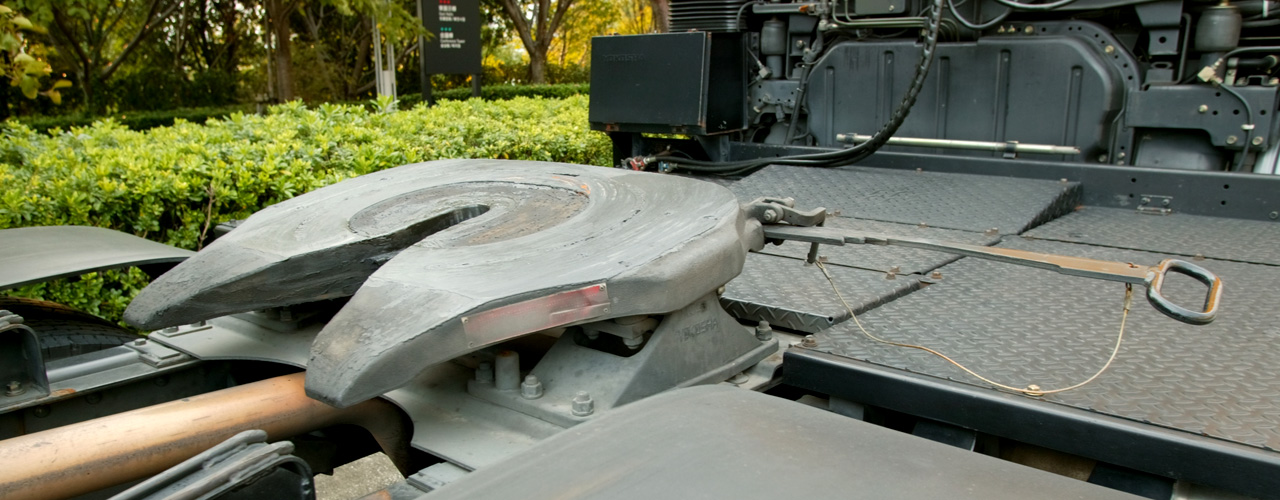
Sattelkupplung (Zugmaschine)
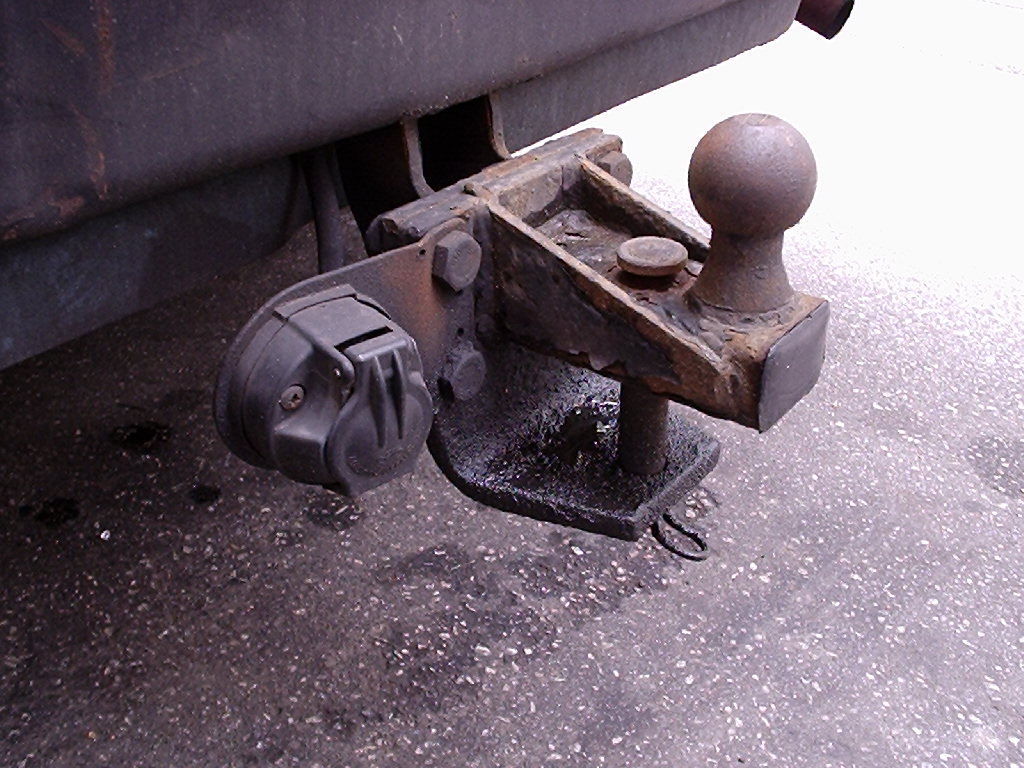
Kugelkopfkupplung (Zugmaschine)

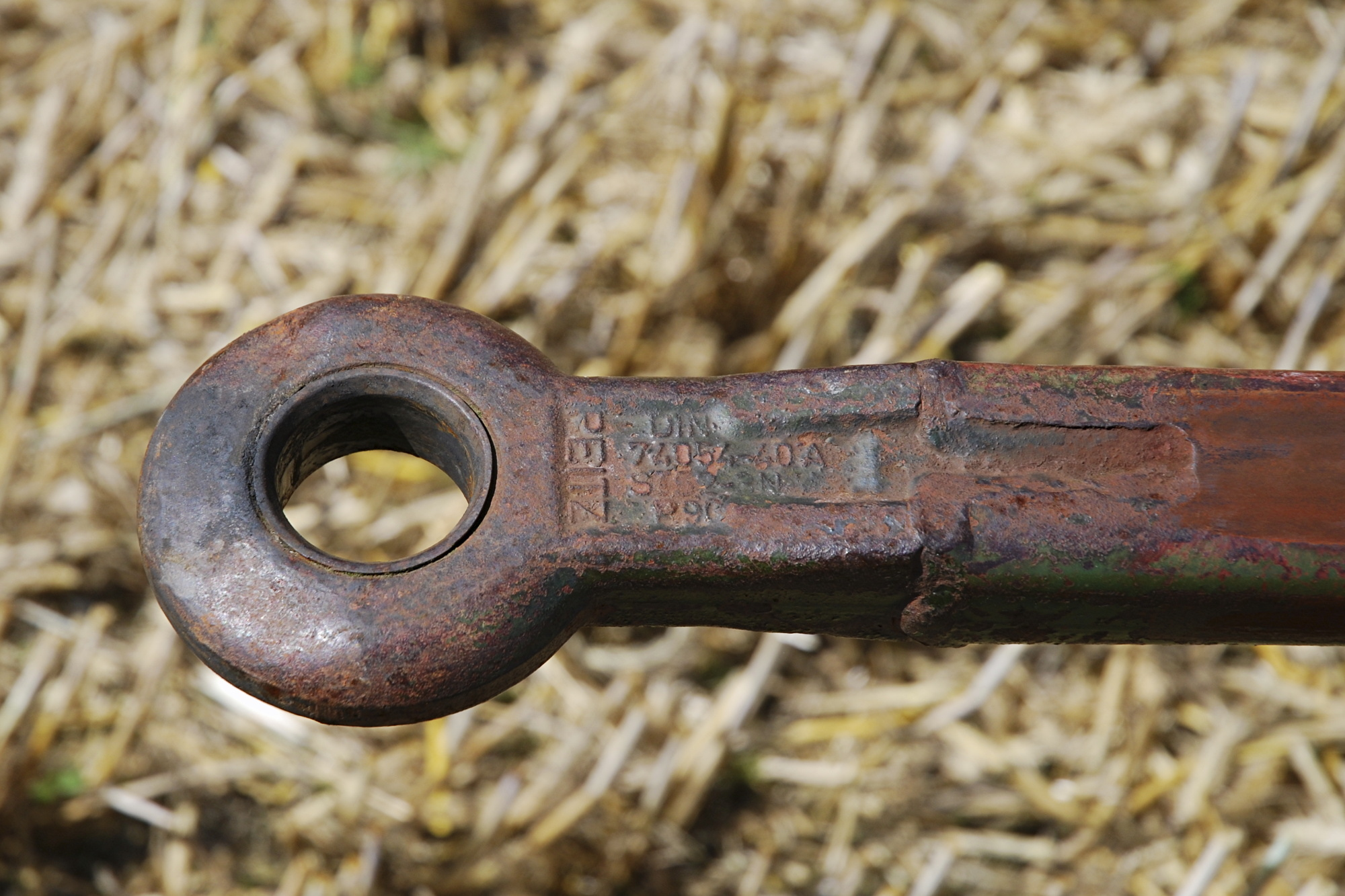
Zugöse (Anhänger)
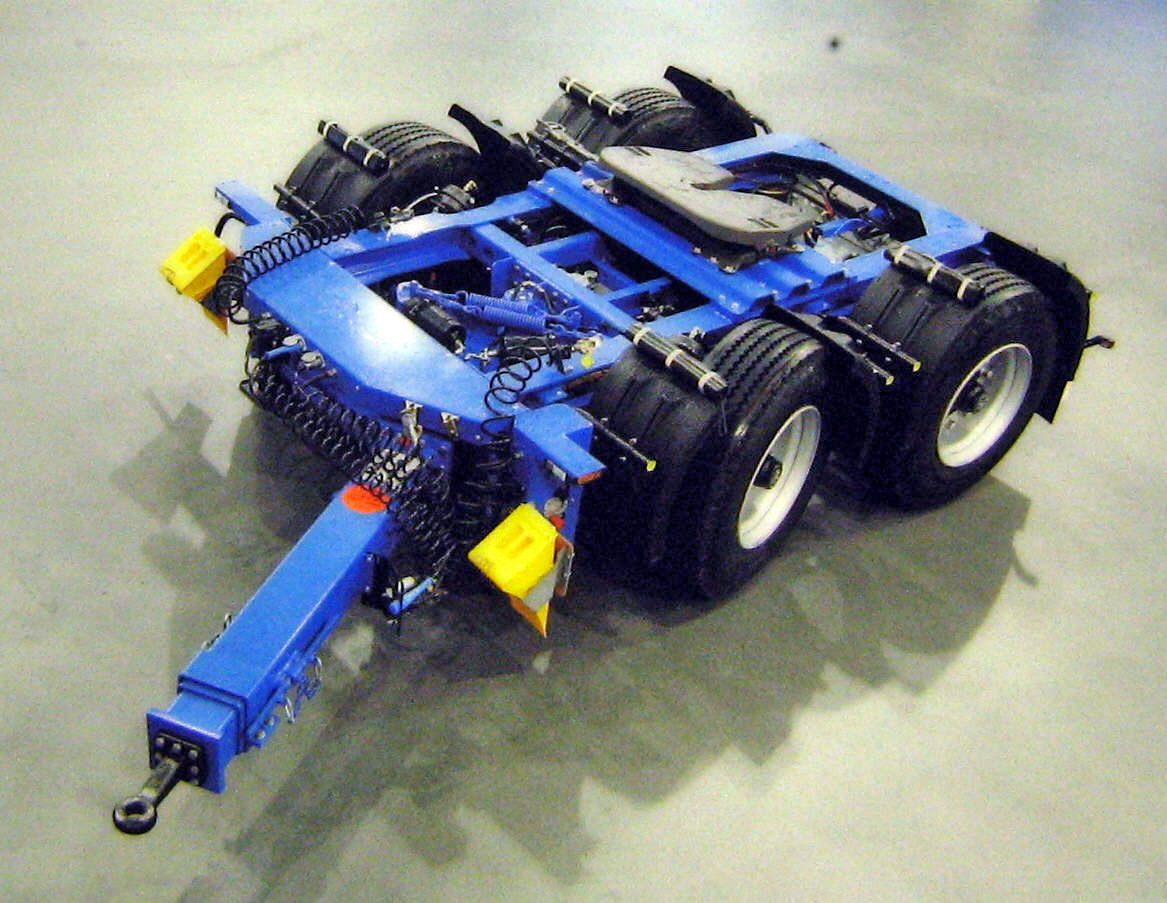
Zugöse eines Dolly (Anhänger)
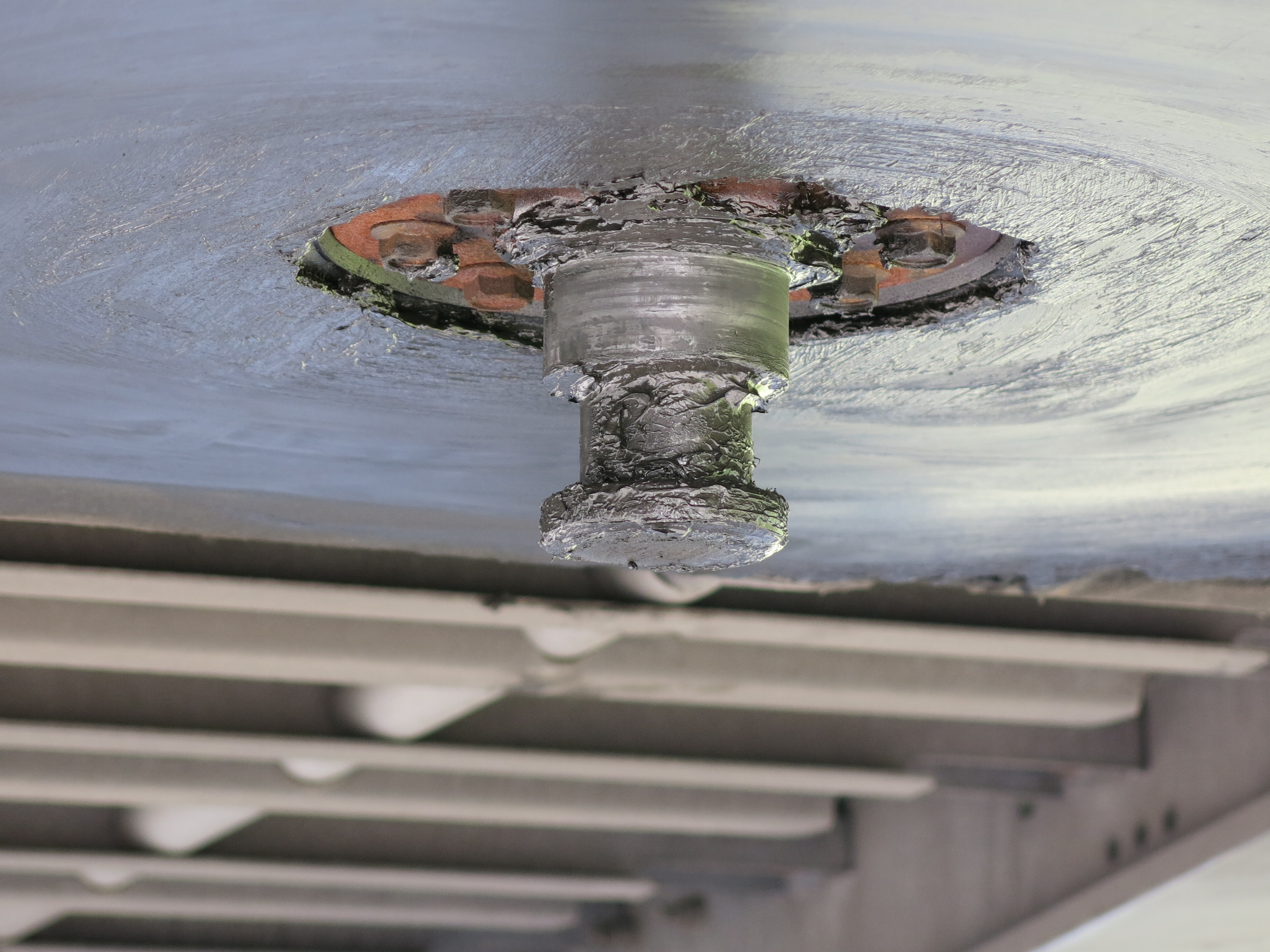
Königsbolzen (Sattelauflieger)
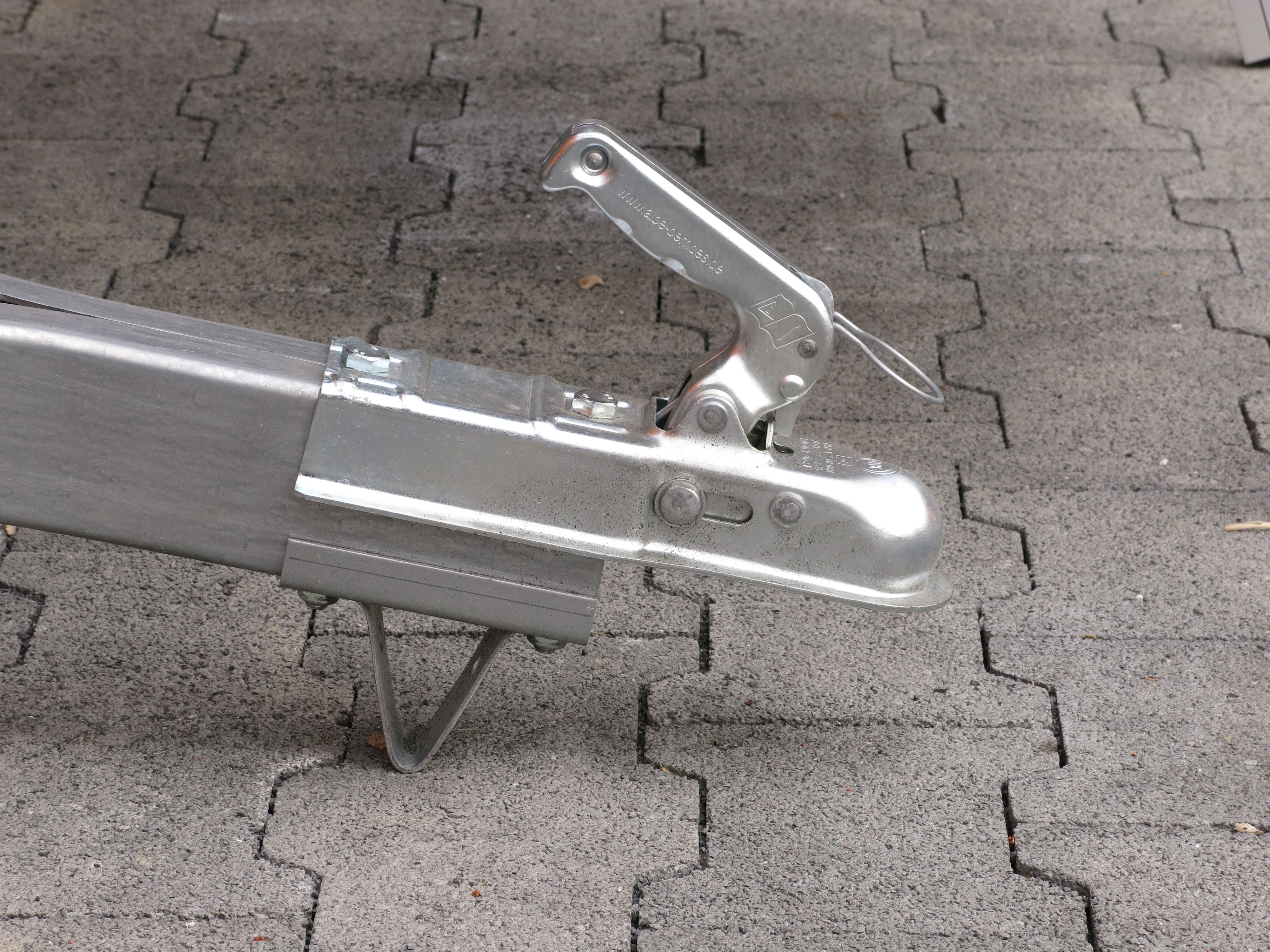
Kugelkopfkupplung des Anhängers (keine Auflaufbremse)

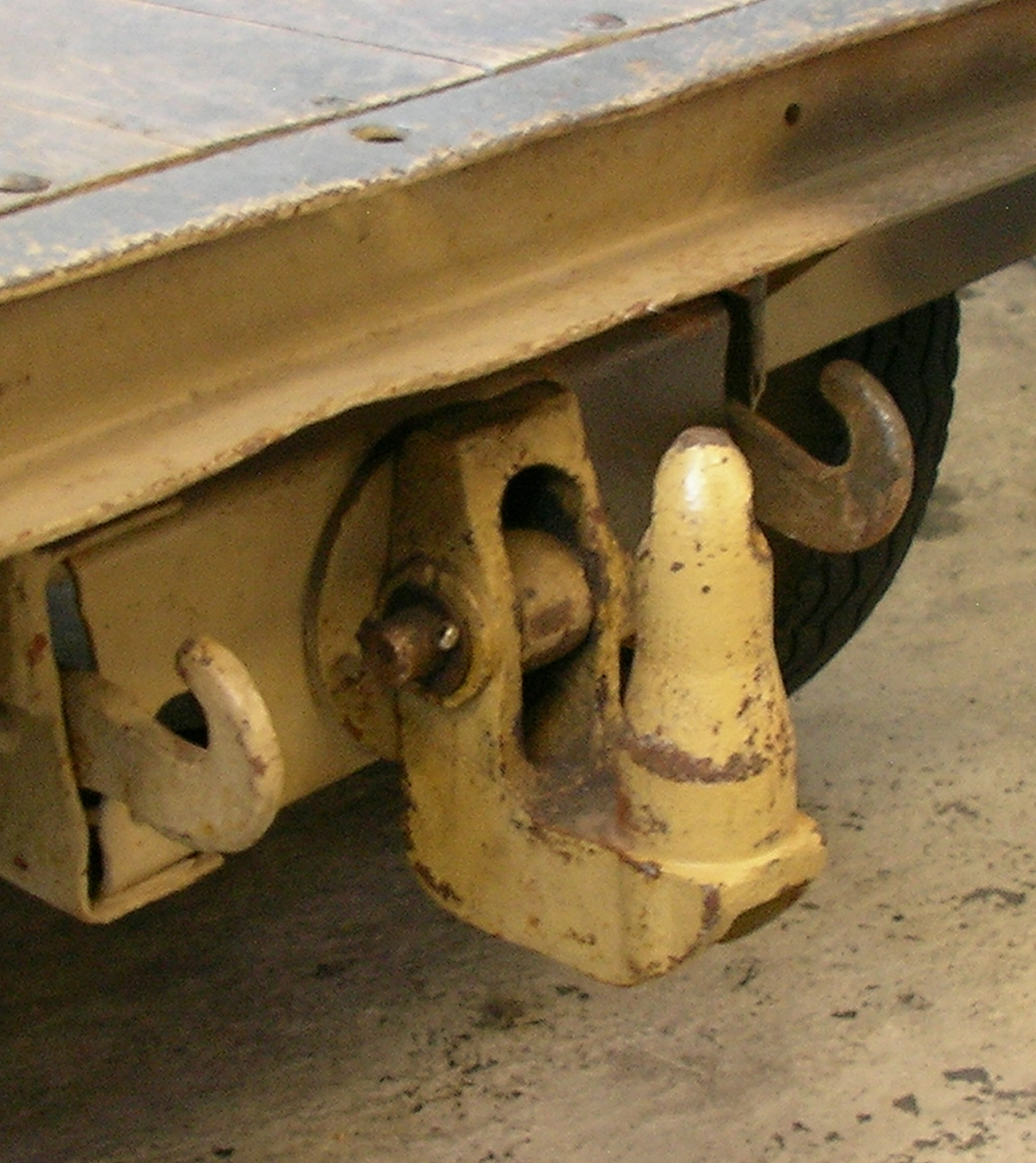
Einheitsprotzhaken an Krupp-Protze
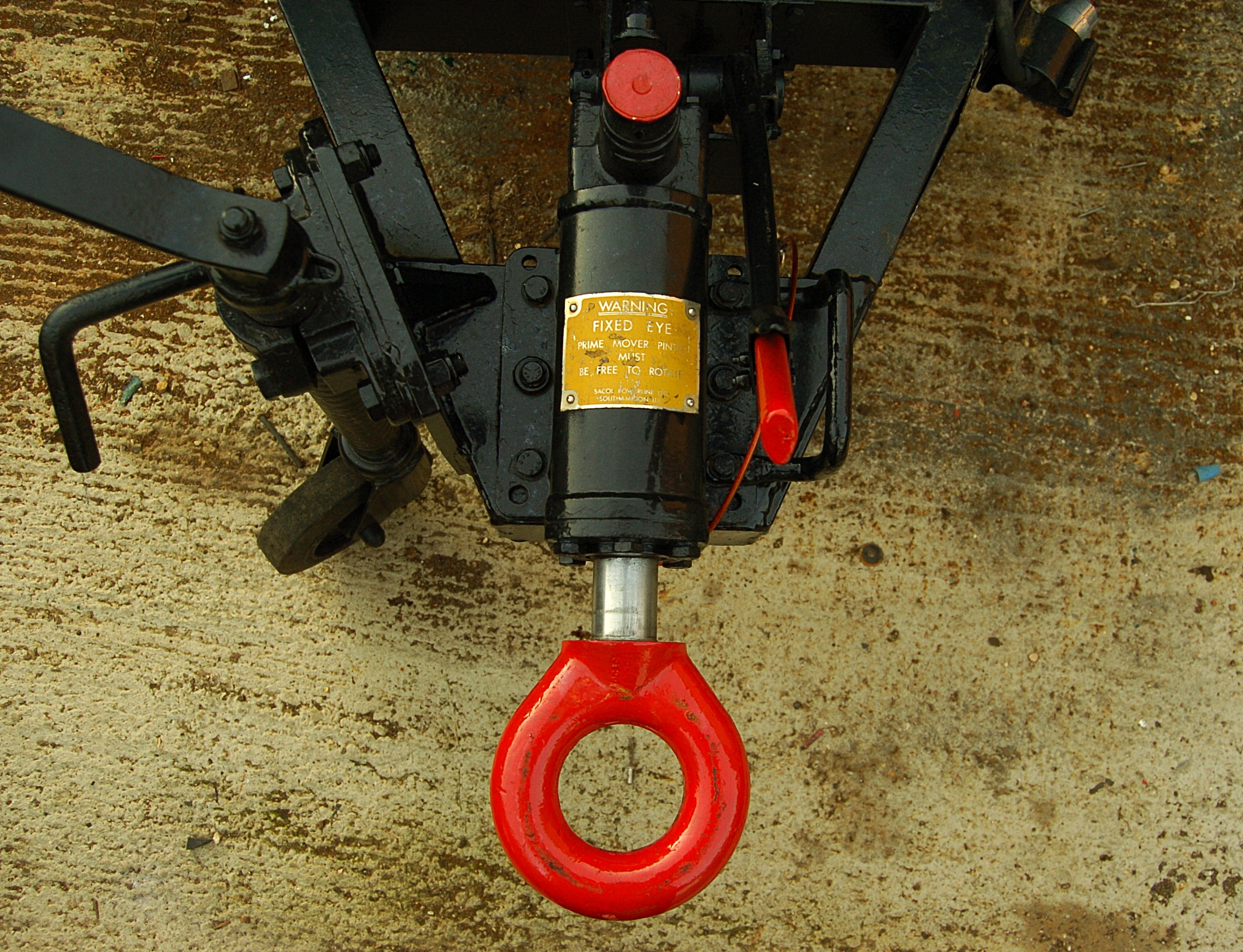
Zugöse in Ringform für NATO-Kupplungen
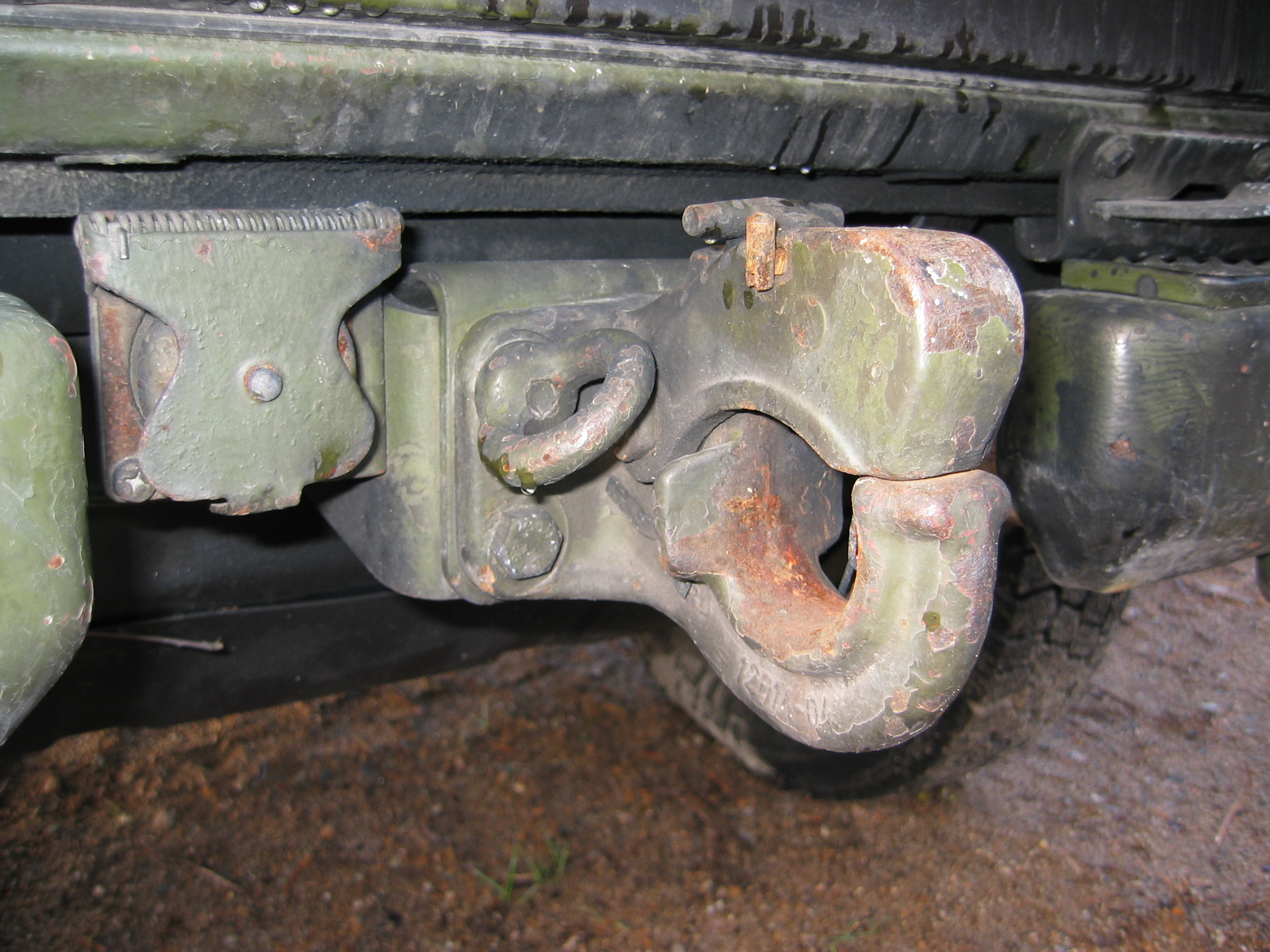
Leichte NATO-Kupplung an Militärfahrzeug
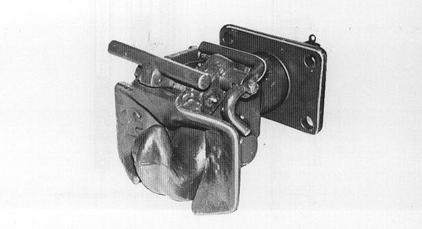
NATO-Kupplung der Bundeswehr

### Elektrische und mechanische Verbindungen

#### Beleuchtung
Für Anhänger gelten die gleichen Vorschriften hinsichtlich der Beleuchtung wie für alle Kraftfahrzeuge. Der Anhänger muss Schluss-, Brems- und Blinkleuchten, sowie eine oder zwei Nebelschlussleuchten aufweisen. Ein oder zwei Rückfahrscheinwerfer können angebracht werden. Die Stromversorgung der Beleuchtung erfolgt über das Zugfahrzeug. Die Steckverbindung ist entweder 7- oder 13-polig ausgeführt und vereinheitlicht. Einzelheiten dazu im Artikel Anhängersteckdose.

#### Mechanik
Abnehmbare Anhängerkupplungen finden sich im Bereich der Kugelkopfkupplung. Liegt die Stützlast über 50 kg, ist für Starrdeichselanhänger eine der Höhe nach einstellbare Stützeinrichtung vorgeschrieben, die „unverlierbar“ untergebracht sein muss.
Bei der Maul- und Sattelkupplung erfolgt die Bremskraftübertragung durch Druckluft. Die Vorratsleitung (rot) und die Bremsleitung (gelb) sind, wie die elektrischen Anschlüsse, mit dem Zugfahrzeug zu verbinden. Ist die Vorratsleitung nicht angeschlossen, öffnet das Anhängersteuerventil nicht. Reißt die Vorratsleitung während der Fahrt ab, löst das Anhängerbremsventil eine Vollbremsung des Anhängers aus.

#### Abreißseil
Bei auflaufgebremsten Anhängern ist die Anwendung eines Abreißseils vorgeschrieben. Dieses ist mit der Anhänger-Bremsmechanik verbunden und wird an der Kugelkopfkupplung des Zugfahrzeug mittels Schlaufe und Karabinerhaken befestigt. Sobald sich der Anhänger unerwartet während der Fahrt vom Zugfahrzeug lösen sollte, wird hierdurch die Bremse des Anhängers betätigt, so dass dieser eigenständig rasch zum Stillstand kommt.

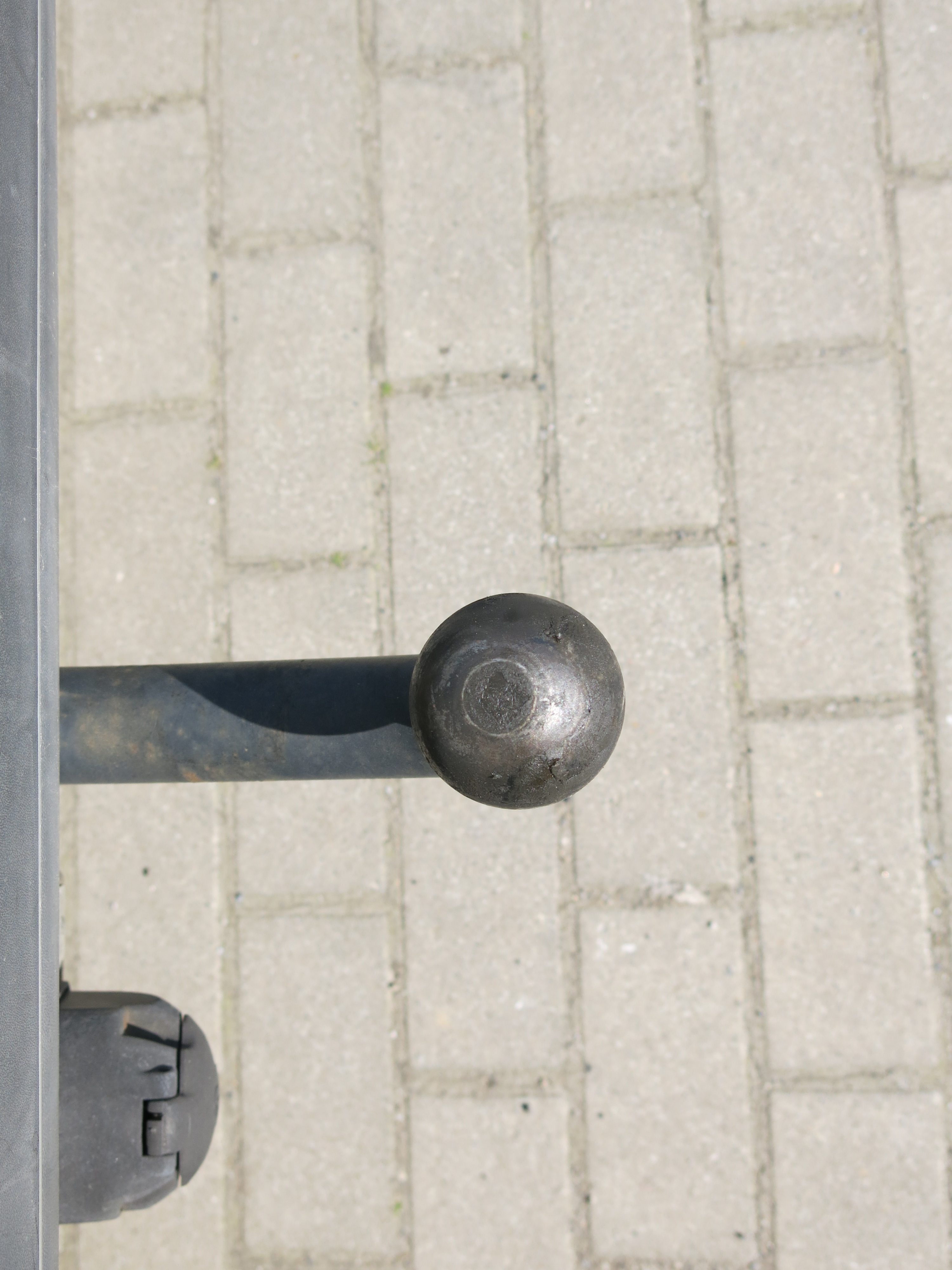
Kugelkopf am Pkw und elektrische Verbindung (unten)
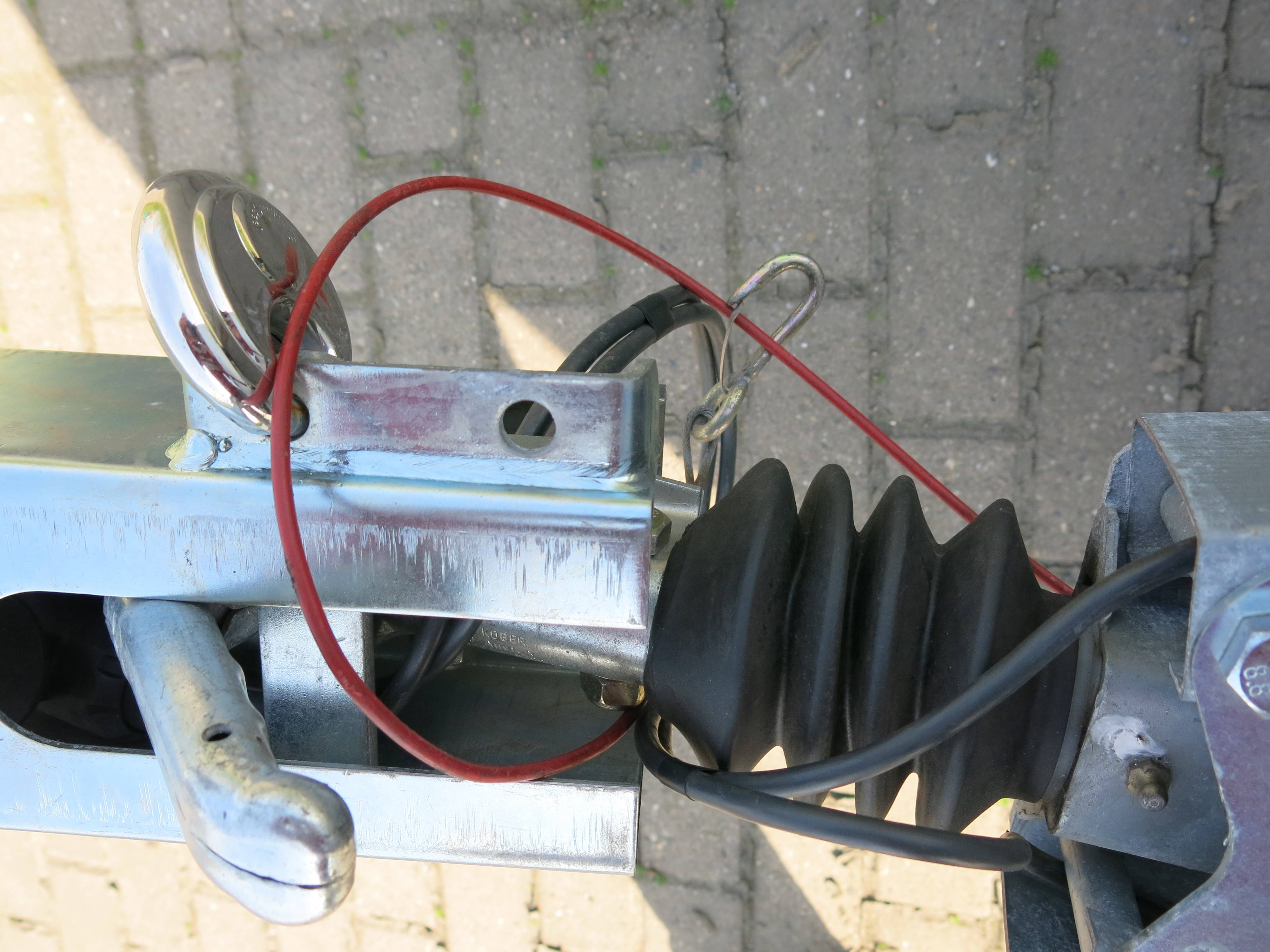
Abreiß-Seil (rot) der Auflaufbremse
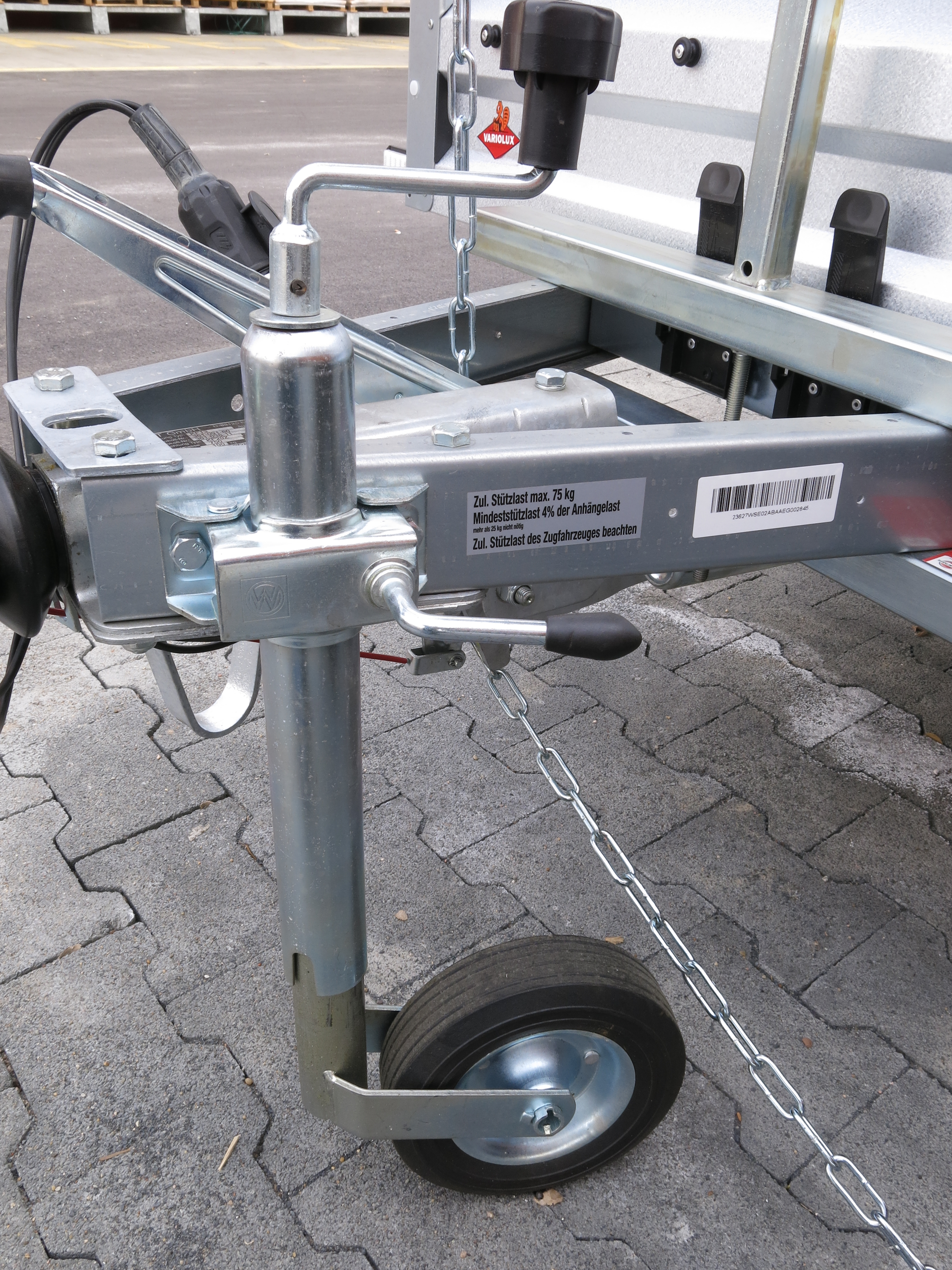
Stützrad
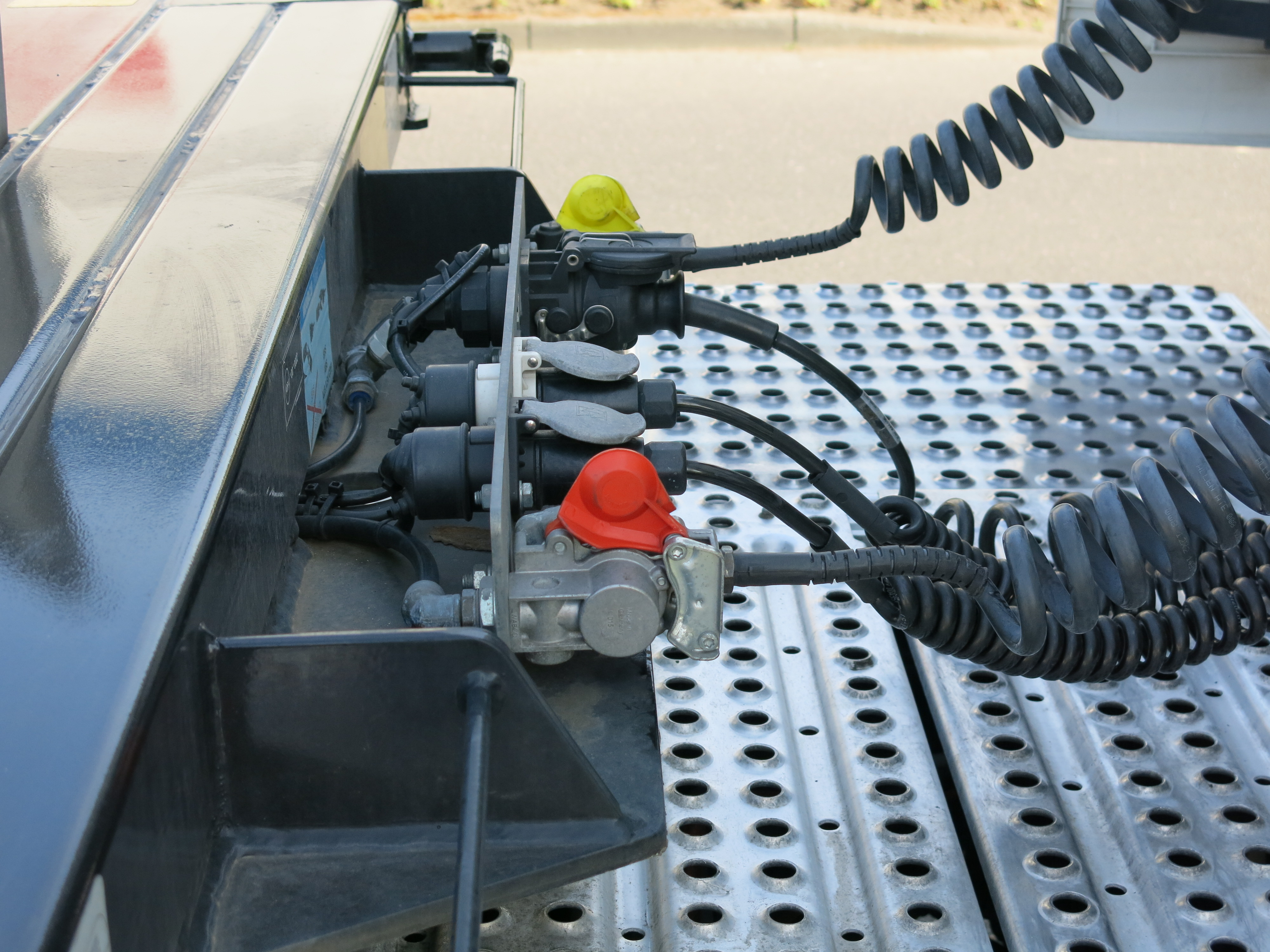
Anschlüsse am Sattelzug (2 × Druckluft, 3 × Elektrik)

### Rückstrahler und Reflektoren

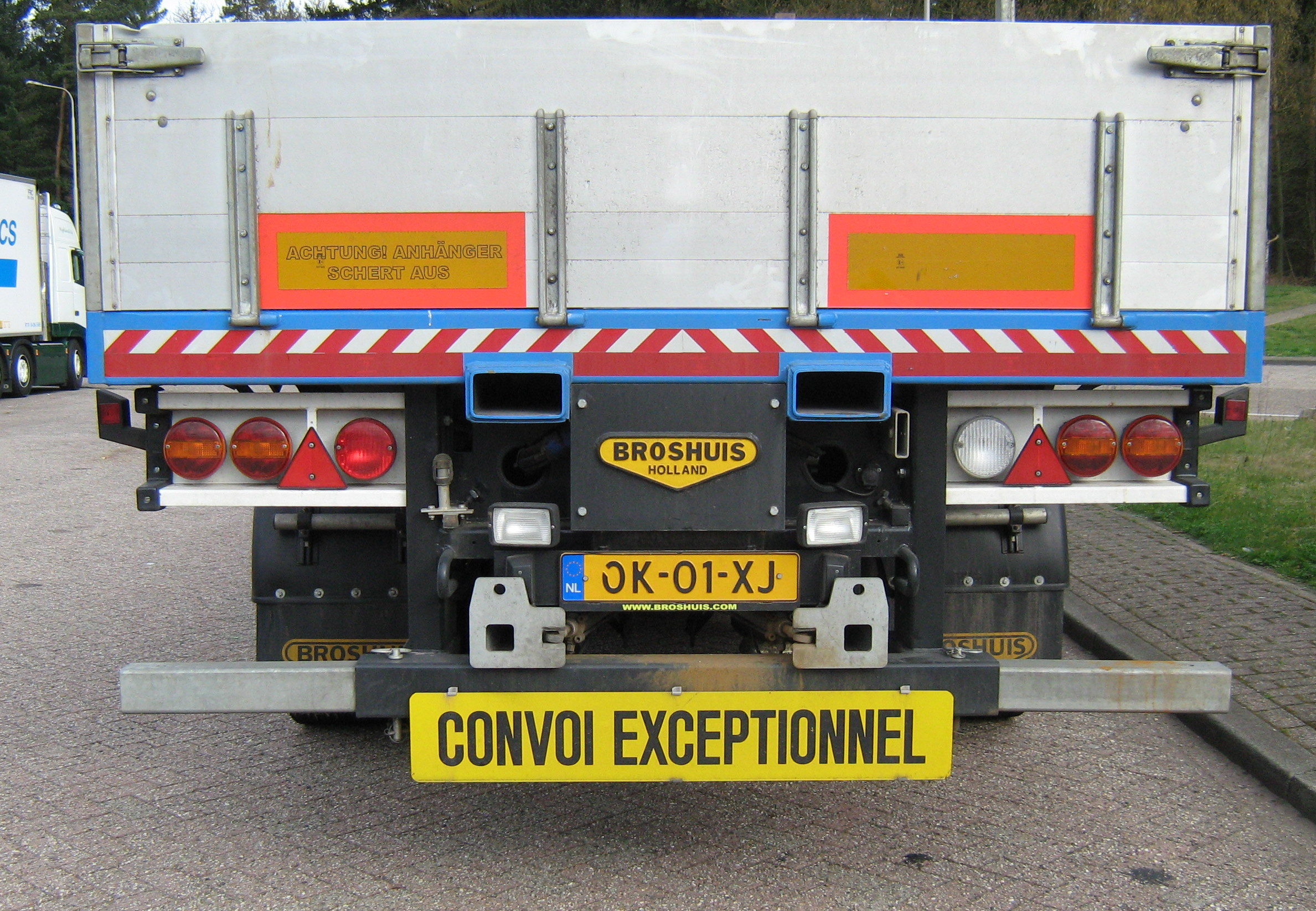
Zwei Heckmarkierungstafeln

Bei allen Anhängern sind am Heck zwei rote, reflektierende Dreiecke (Rückstrahler) vorgeschrieben, die mit einer Spitze nach oben zeigend montiert werden müssen. Die gleichseitigen Dreiecke müssen ein Kantenlänge von mindestens 15 cm besitzen. An der Seite sind gelbe, nicht dreieckige Rückstrahler, ab einer Anhängerlänge von 6 Metern gelbe Seitenmarkierungsleuchten erforderlich. Anhänger mit einer Breite von über 2,1 m müssen nach vorne weiß und nach hinten rot wirkende Umrissleuchten haben.

#### Heckmarkierungstafeln
Für Anhänger der EU-Fahrzeugklasse O3 und O4 (mit einer zulässigen Gesamtmasse von mehr als 3,5 Tonnen) sind Heckmarkierungstafeln, die gemäß ECE Nr. 70 als Konturmarkierung gelten, ab Erstzulassung 10. Juli 2011 vorgeschrieben. Zweck der Vorschrift ist, den Nachfahrenden auf den Zug aufmerksam zu machen, da beim Überholen mit einem längeren Überholweg gerechnet werden muss. Es können eine, zwei oder vier Tafeln verwendet werden, diese müssen rechteckig, einen gelben reflektierenden Untergrund und einen roten reflektierenden Rand aufweisen. Die Länge der hinteren Kennzeichnungstafel muss zwischen 113 und 230 cm, die Breite bei 20 cm liegen.

#### Anhängerdreieck

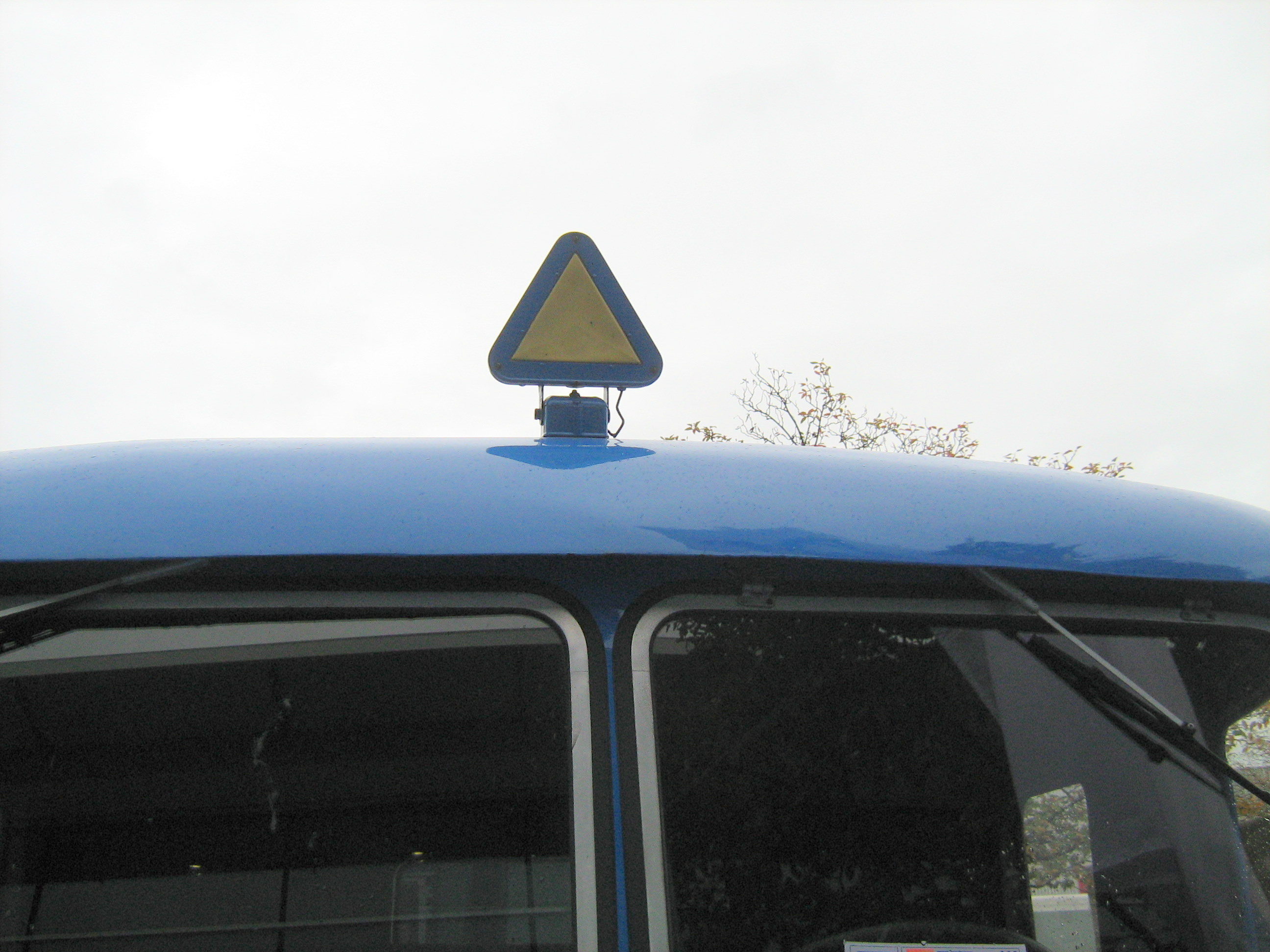
Altes Anhängerdreieck

Das Anhängerdreieck war in Deutschland (Deutsches Reich und danach in der BRD sowie der DDR) vom 1. April 1938 bis 1956 laut § 44 der StVZO vorgeschrieben. Es war klappbar und die gelbe Fläche innenbeleuchtet. Eine entsprechende Regelung gab es ebenfalls in Österreich.
In Dänemark gibt/gab es seit etwa/um 1990 Warnkellen an Pkw auf Höhe des Vorderrads, um Radfahrern anzuzeigen, dass ein Anhänger folgt.

## Zulassungs- und Führerscheinrecht bei Pkw-Anhänger
Grundsätzlich ist bei allen Anhängern zu beachten, dass die Masse des Anhängers und die des Zugfahrzeuges aufeinander abgestimmt sind und den Gesetzen entsprechen.
Situation in Deutschland
- Bei der Auflaufbremse gilt, dass die Anhängelast nicht über der zulässigen Gesamtmasse des Zugfahrzeugs liegen darf.
- Eine Ausnahme gilt für bestimmte Pkw, die nach 70/156/EWG Geländefahrzeuge sind; diese dürfen Anhänger mit einer maximalen Masse bis zum 1½-fachen der zulässigen Gesamtmasse des Zugfahrzeugs ziehen.
- Ist eine durchgehende Druckluftbremsanlage vorhanden, darf die maximale Gesamtmasse des Anhängers das 1½-fache der Zugmaschine betragen – ausgenommen bei landwirtschaftlichen Anhängern, hier ist bis zum vierfachen der Eigenmasse der Zugmaschine zulässig.

Anhänger ohne eigene Bremse, 750 kg

Pkw-Anhänger bis 750 kg zulässiger Gesamtmasse
Die tatsächliche Gesamtmasse des Anhängers darf die zulässige Zugmasse (ungebremst) des Zugfahrzeuges nicht überschreiten. Dies ist bei einachsigen ungebremsten Anhängern laut § 42 Abs. 2 StVZO „höchstens die Hälfte des um 75 kg erhöhten Leergewichts des ziehenden Fahrzeugs, aber nicht mehr als 750 kg“.
Diese Anhänger verfügen meist nicht über eine eigene Bremse.

Anhänger mit eigener Bremse (Auflaufbremse) 2,6 t

Pkw-Anhänger über 750 kg zulässiger Gesamtmasse.
Diese Anhänger müssen eine eigene Bremse haben. Die Anhängelast (also die Gesamtmasse des Anhängers abzüglich Stützlast) des auflaufgebremsten Anhängers darf die Leermasse des Zugfahrzeuges überschreiten, jedoch nicht die zulässige Gesamtmasse des Zugfahrzeugs und nicht die im Fahrzeugschein angegebene maximale Anhängelast. Ausnahmen sind Geländewagen, hier darf die tatsächliche Anhängelast des Anhängers das 1,5fache der zulässigen Gesamtmasse des Zugfahrzeugs, jedoch nur maximal 3,5 t und maximal die im Fahrzeugschein angegebene maximale Anhängelast betragen.

### Fahrerlaubnisklasse B
An Zugfahrzeugen, die in die Fahrerlaubnisklasse B fallen (bis 3,5 t), darf mit dieser Fahrerlaubnisklasse in jedem Fall ein Anhänger bis 750 kg zulässiger Gesamtmasse mitgeführt werden (zulässige Gesamtzugmasse 4,25 t). Ist die zulässige Gesamtmasse des Anhängers größer als 750 kg, darf die zulässige Gesamtmasse des Gespanns nur noch 3,5 t betragen.

### Fahrerlaubnisklasse B mit Schlüsselzahl 96
Mit der Fahrerlaubnisklasse B mit Schlüsselzahl 96 (auch B96) darf die zulässige Gesamtmasse des Anhängers 750 kg überschreiten. Im Unterschied zur Klasse B darf hier die zulässige Gesamtmasse des Gespanns bis zu 4,25 t betragen. Die Regelung gilt seit dem 19. Januar 2013.

### Fahrerlaubnisklasse BE
Das „E“ in den jeweiligen Führerscheinklassen ist eine Kennzeichnung dafür, dass Fahrzeug-Anhänger-Gespanne gefahren werden dürfen. Beim PKW-Führerschein wird entsprechend ein „E“ zur Klasse B angefügt. Nicht anders verhält es sich bei Fahrerlaubnissen für Busse oder LKWs mit Anhängerberechtigung: Hier heißt es dann C1E, CE, D1E oder DE. Mit der Fahrerlaubnisklasse BE darf die zulässige Gesamtmasse des Anhängers bis zu 3,5 t betragen. Beträgt die Gesamtmasse des Anhängers mehr als 3,5 t, ist die Klasse C1E erforderlich.

### Fahrerlaubnisklasse BE (1. Januar 1999 bis 18. Januar 2013)
Vom 1. Januar 1999 bis 18. Januar 2013 war die zulässige Gesamtmasse des Anhängers sowie des gesamten Zuges in der Klasse BE nicht begrenzt. In diesem Zeitraum erteilte Fahrerlaubnisse genießen diesbezüglich Bestandsschutz. Bei Umtausch des Führerscheins nach dem 18. Januar 2013 wird daher zur Klasse BE die Schlüsselzahl 79.06 eingetragen. Da die Klassen C1E, CE, D1E, DE die Klasse BE einschließen, wird auch für diese bei einem Umtausch die Klasse BE mit Schlüsselzahl 79.06 eingetragen.

### Sonstiges
Der vormalige deutsche Führerschein der Klasse 3 (Pkw mit Anhänger) sah vor, dass lediglich einachsige Anhänger gezogen werden durften, wobei Tandemachsanhänger als Einachser galten, sofern der Achsabstand kleiner als ein Meter war. Diese Achszahl ist beim aktuellen EU-Fahrerlaubnisrecht weggefallen.

### 100-km/h-Zulassung

Tempo-100-Plakette

Für Gespanne gilt in Deutschland grundsätzlich eine Höchstgeschwindigkeit von 80 km/h. Für bestimmte Pkw mit Anhänger, bestimmte mehrspurige Kraftfahrzeuge mit einem zulässigen Gesamtgewicht bis zu 3,5 t und 100-km/h-zugelassene Omnibusse mit einem zulässigen Gesamtgewicht bis zu 3,5 t mit Anhänger regelt die 9. Ausnahmeverordnung zur StVO, unter welchen Voraussetzungen diese abweichend von § 18 Abs. 5 Nr. 1 StVO bis zu 100 km/h auf Autobahnen und Kraftfahrstraßen fahren dürfen.
Hierfür sind folgende Bedingungen durch die Fahrzeugkombinationen zu erfüllen:

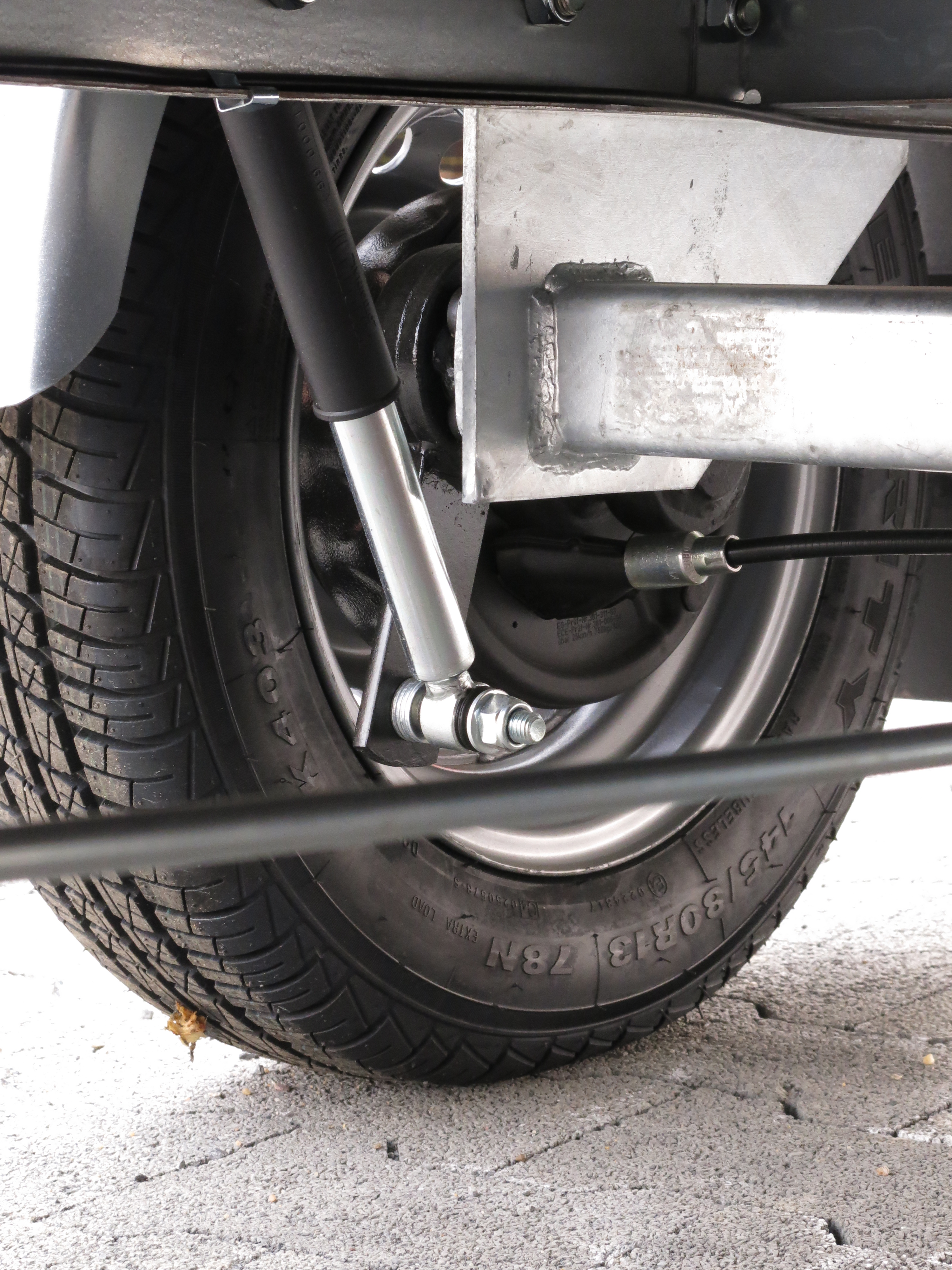
Anhänger mit Auflaufbremse und Stoßdämpfer (100-km/h-Zulassung)

- Zugfahrzeug mit ABS in Verbindung mit Anhänger ohne Bremse oder Anhänger mit Bremse, aber ohne hydraulische Stoßdämpfer:
 zulässige Masse des Anhängers ≤ 0,3 × Leermasse des Zugfahrzeugs
- Zugfahrzeug mit ABS in Verbindung mit Wohnanhänger mit Bremse und hydraulischen Stoßdämpfern:
 zulässige Masse des Anhängers ≤ 0,8 × Leermasse des Zugfahrzeugs oder auch ≤ 1,0 × Leermasse des Zugfahrzeugs, wenn mit einer Kugelkupplung mit Schlingerdämpfung gemäß ISO 11555-1 ausgerüstet oder mit einer anderen technischen Einrichtung versehen, durch die mittels Teilegutachten/ABE der Betrieb der Kombination bis 120 km/h nachgewiesen istAnhänger mit Auflaufbremse und Stoßdämpfer (100-km/h-Zulassung)
- Zugfahrzeug mit ABS in Verbindung mit anderem Anhänger (z. B. Pferdeanhänger) mit Bremse und hydraulischen Stoßdämpfern:
 zulässige Masse des Anhängers ≤ 1,1 × Leermasse des Zugfahrzeugs oder auch ≤ 1,2 × Leermasse des Zugfahrzeugs, wenn mit einer Schlingerkupplung gemäß ISO 11555-1 ausgerüstet oder mit einer anderen technischen Einrichtung versehen, durch die mittels Teilegutachten/ABE der Betrieb der Kombination bis 120 km/h nachgewiesen ist

Für alle Kombinationsarten gilt zusätzlich:
- zulässige Masse des Anhängers ≤ zulässige Masse des Zugfahrzeugs
- zulässige Masse des Anhänger ≤ zulässige Anhängelast gemäß Fahrzeugschein
- Bereifung des Anhängers hat für 100 km/h keinen Zuschlag zum Lastindex erhalten
- Bereifung des Anhängers entspricht mindestens der Geschwindigkeitskategorie L (= 120 km/h)
- Bereifung des Anhängers ist jünger als 6 Jahre, erkennbar am eingeprägten Herstellungsdatum; Achtung Kalenderwoche beachten
- Die vom Amt gesiegelte 100-Plakette muss am Anhänger hinten sichtbar angebracht sein.

Die Massenangaben können den Eintragungen in den Fahrzeugscheinen entnommen werden (Leermasse: Ziff. 14, zulässige Masse: Ziff. 15, bzw. Felder G und F.1/F.2 in der neuen Zulassungsbescheinigung Teil I).
Die 100-km/h-Zulassung ist in der „Neunten Verordnung über Ausnahmen von den Vorschriften zur StVO“ geregelt. Sie regelt nur die Bedingungen, unter denen Zugfahrzeuge bis 3,5 t einen Anhänger mit Tempo 100 ziehen dürfen. Die Befristung der Verordnung bis zuletzt zum 31. Dezember 2010 wurde aufgehoben. Sie gilt daher unbefristet weiter.

## Mehrere Anhänger

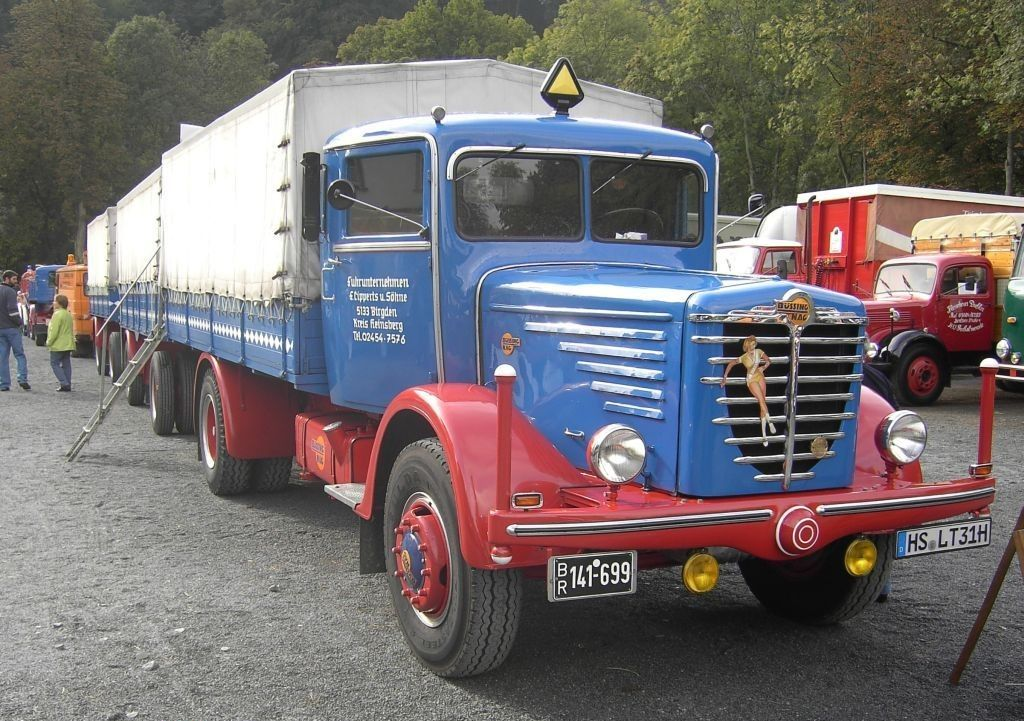
NAG 5000 S mit zwei Anhängern

Am 1. Januar 1938 wurde in Deutschland durch die neue StVZO eine maximale Zuglänge von 22 m erlaubt; damit konnten bis zu zwei Anhänger hinter Lkw mitgeführt werden. Am 25. November 1951 wurde die StVZO in den Vorkriegsstand zurückgesetzt (keine zwei auflaufgebremsten Anhänger) und am 1. April 1953 wurde der zweite Anhänger für Lkw verboten.
Aktuell ist das Mitführen von zwei Anhängern nur hinter Zugmaschinen erlaubt, wenn folgende Regeln eingehalten werden:
- der erste Anhänger darf nicht mehr als zwei Achsen haben
- die Gesamtlänge des Kraftwagenzugs darf 18,75 Meter nicht überschreiten (§ 32 Abs. 4 Nr. 3 StVZO)
- die Gesamtmasse beträgt maximal 40 Tonnen

In den USA oder Australien sind Truck Rails oder Road Trains üblich, Lkw mit mehreren Anhängern. Allerdings dürfen die Road Trains nicht in Städte fahren und müssen die Anhänger bis auf einen an der Stadtgrenze abkuppeln.

## Personenbeförderung

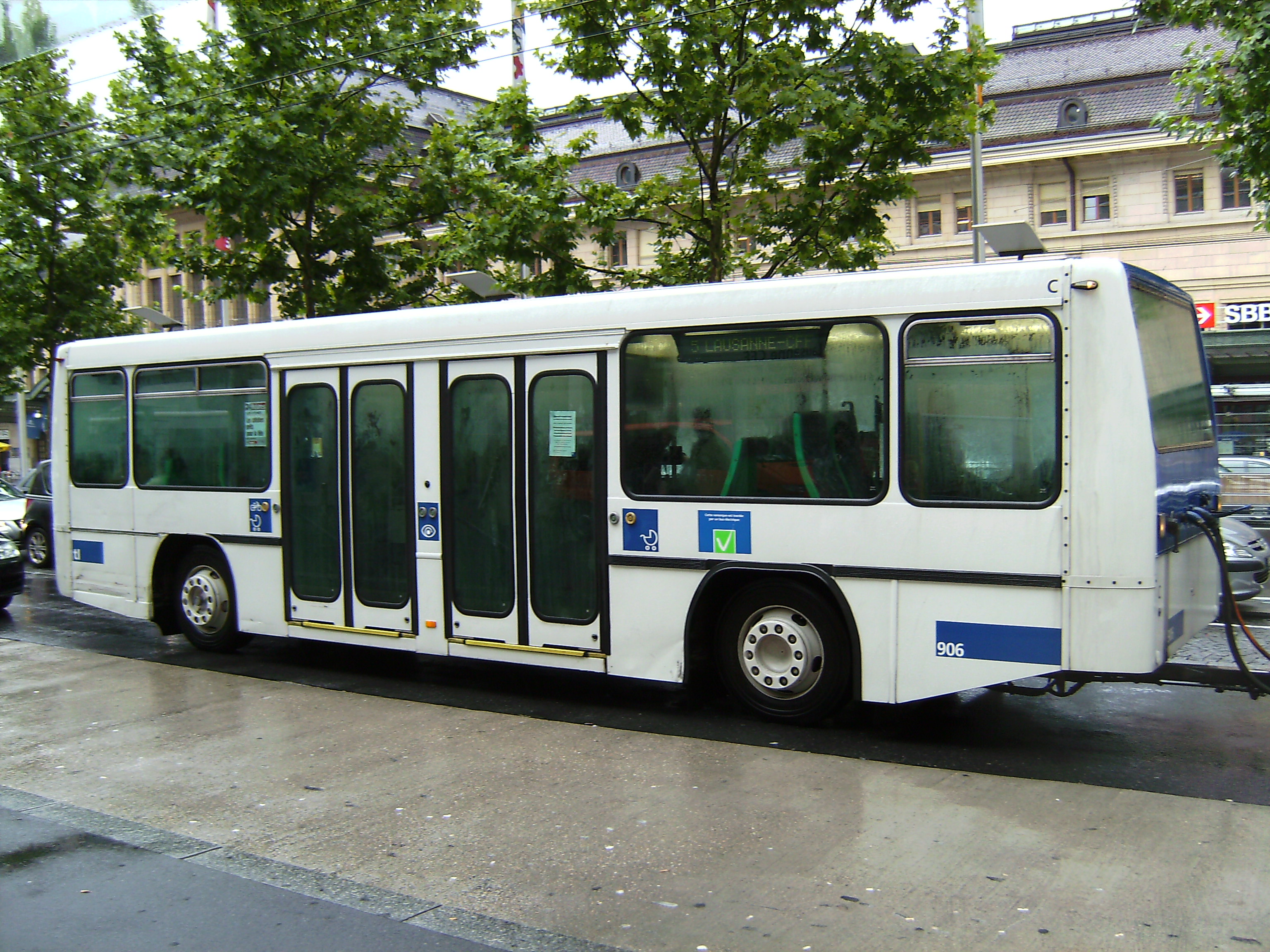
Busanhänger für den Stadtverkehr

Auf der Ladefläche oder in Laderäumen von Anhängern darf niemand mitgenommen werden. Jedoch dürfen auf Anhängern, wenn diese für land- oder forstwirtschaftliche Zwecke eingesetzt werden, Personen auf geeigneten Sitzgelegenheiten mitgenommen werden. Wohnwagen sind Anhänger und hinsichtlich der Personenbeförderung diesen gleichgestellt.
Örtliche Straßenverkehrsbehörden können nach § 46 StVO das Personenbeförderungsverbot auf Anhängern vorübergehend und auflagengebunden aufheben.
Busanhänger, die für Personenbeförderung vorgesehen sind, werden in der Regel mit Omnibussen gekuppelt. Besonders in schweizerischen Städten sind Omnibuszüge mit Anhängern verbreitet. In Deutschland ist nach einem Verbot des Einsatzes von Busanhängern Anfang der 1960er Jahre seit einigen Jahren der Betrieb mit Busanhängern mit Ausnahmegenehmigungen wieder möglich.

## Anhänger als Lagerraum

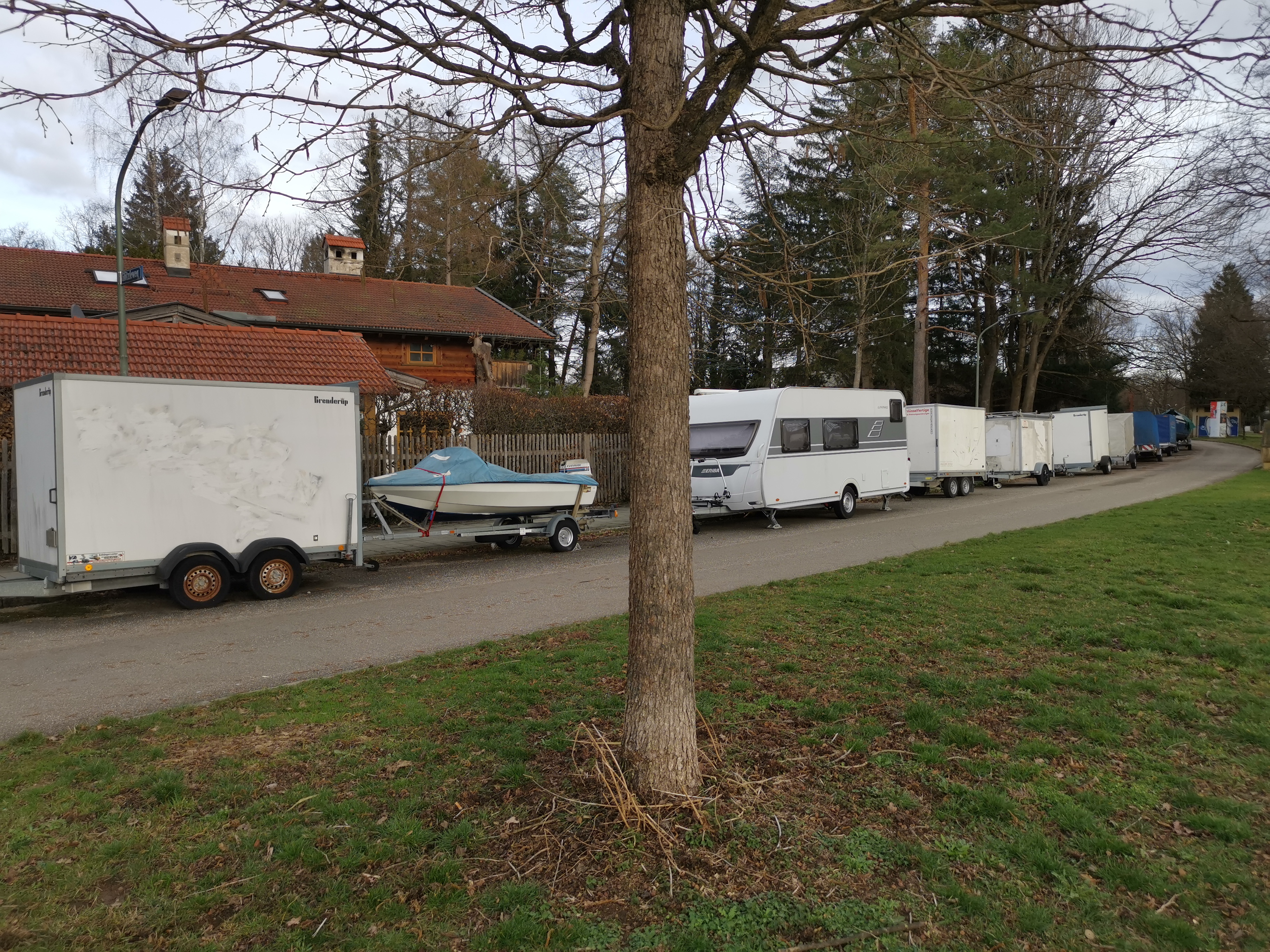
Anhängeransammlung in einem Münchener Wohngebiet. Öffentlicher Parkraum als privater Lagerraum.

In Großstädten wie München nimmt die Anzahl der auf öffentlichen Plätzen abgestellten Anhänger zu. Mit einem geschlossenen Kasten versehene Anhänger bieten eine fast kostenlose Möglichkeit die Wohnung, Garage oder das Grundstück von nicht täglich genutzten Gegesständen zu entlasten. Die marginalen Sanktionen erscheinen hier für die Eigentümer als vertretbares Risiko. So finden sich inzwischen nicht nur auf Ausfallstraßen, sondern auch in Wohngebieten Ansammlungen verschiedenster Anhängertypen.